# Wallfahrtskirche Maria Straßengel

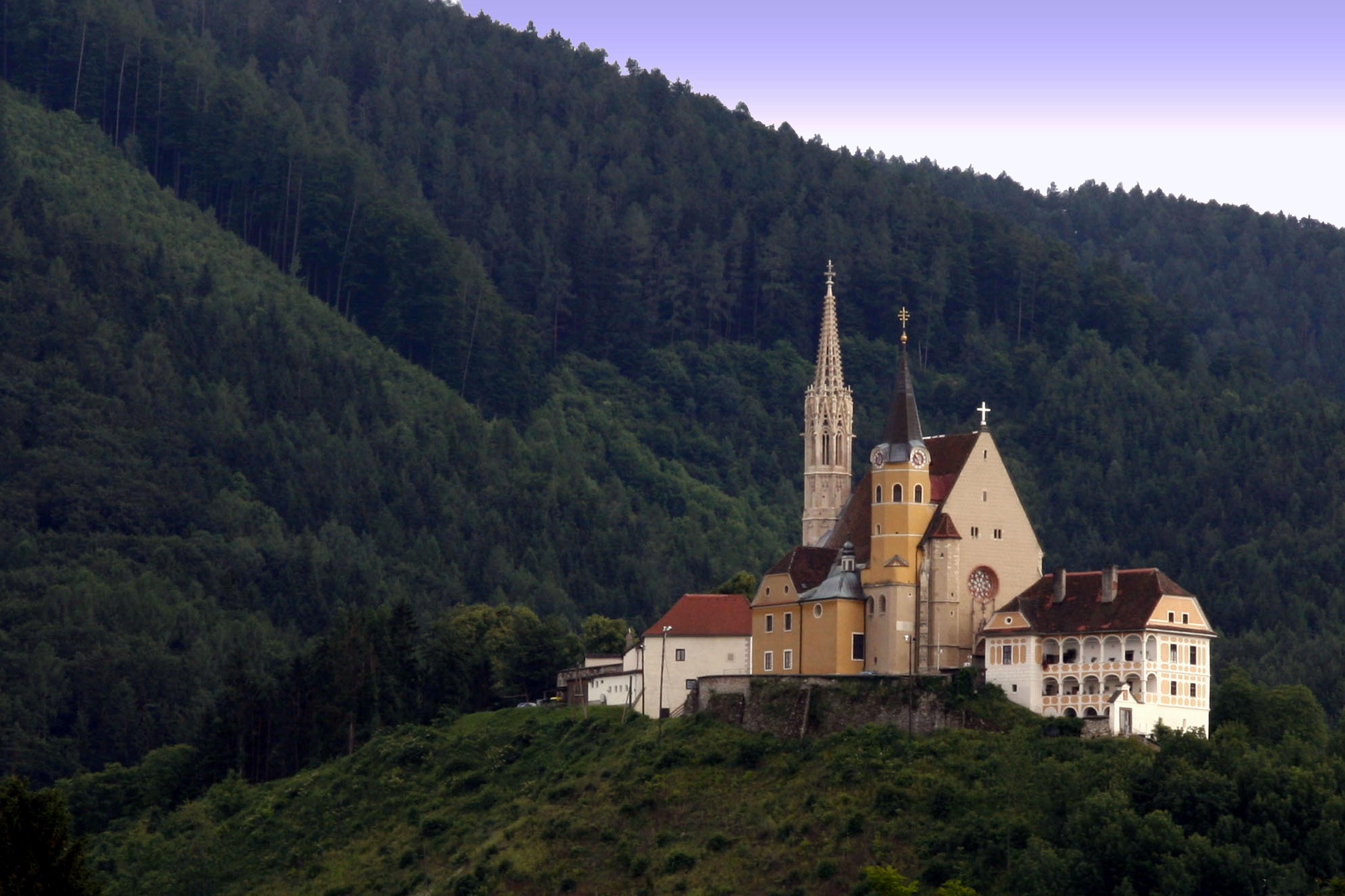
Gesamtansicht der Anlage von Maria Straßengel von Westen

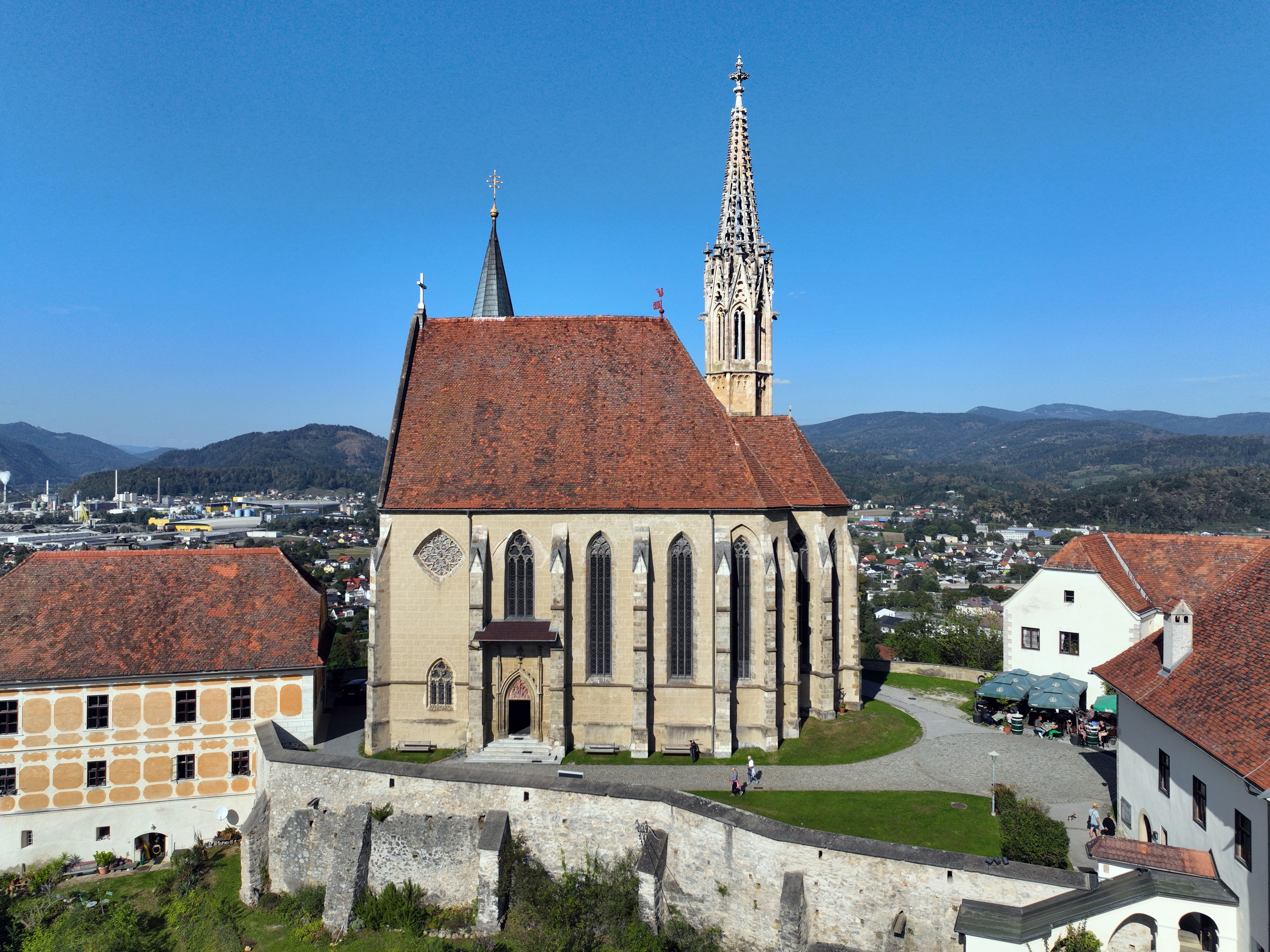
Südansicht der Wallfahrtskirche Mariä Namen

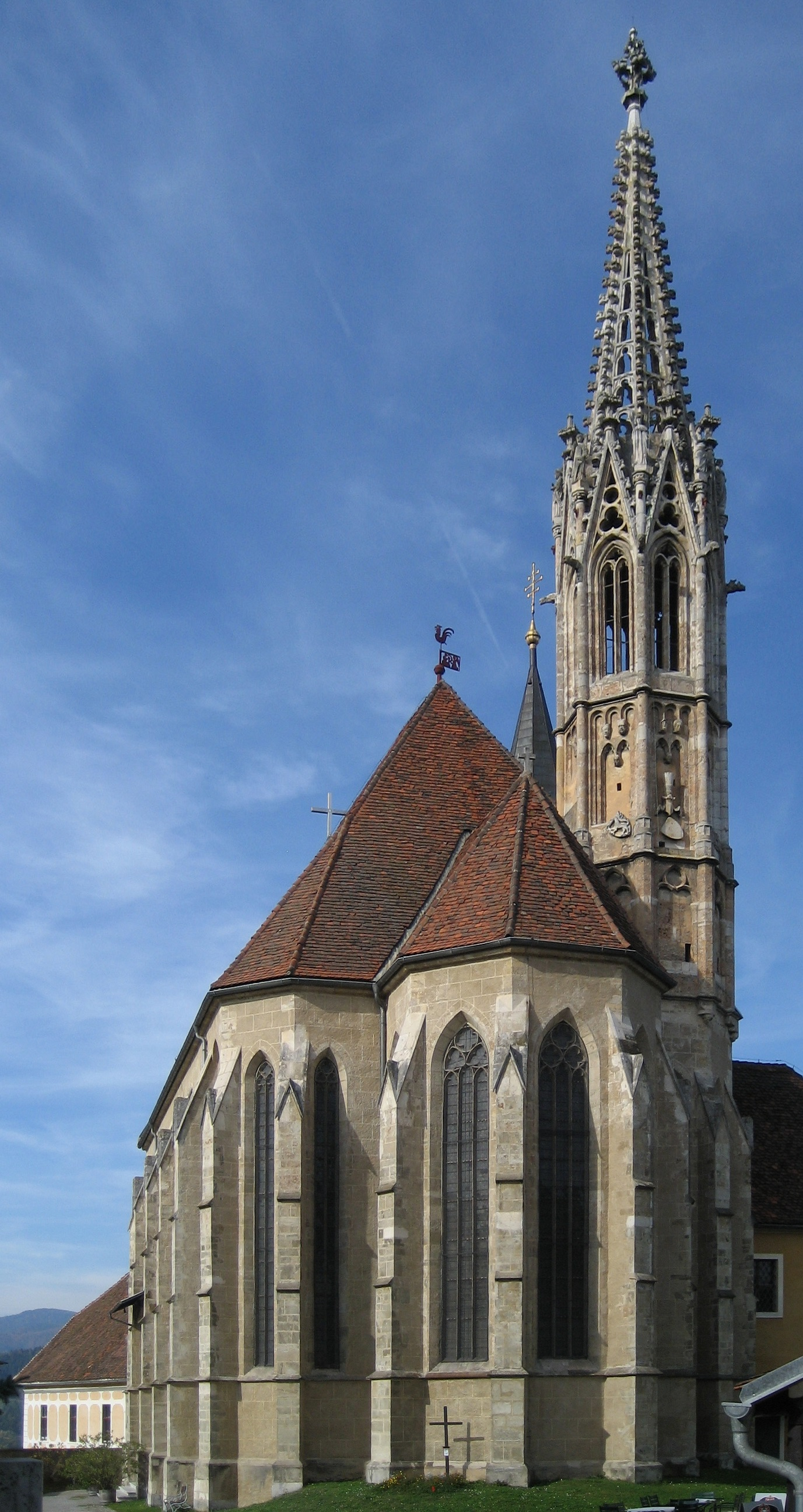
Blick von Osten auf die gestaffelte Chorpartie und den nordöstlichen Kirchturm

Die Wallfahrtskirche Maria Straßengel ist eine denkmalgeschützte römisch-katholische Expositur- und Wallfahrtskirche in der zur Marktgemeinde Gratwein-Straßengel gehörenden Ortschaft Judendorf-Straßengel in der Steiermark. Die auf Mariä Namen geweihte Kirche gehört zum Seelsorgeraum Rein der Region Steiermark Mitte in der Diözese Graz-Seckau.
Die Ursprünge des Wallfahrtsortes lassen sich bis in die Mitte des 12. Jahrhunderts zurückverfolgen. Eine Wallfahrtskapelle wird erstmals 1208 urkundlich erwähnt, während das Stift Rein das Jahr 1158 als Gründungsjahr des Wallfahrtsortes annimmt. Die ursprüngliche Kapelle und das in ihr ausgestellte Marienbildnis wurden zu einem beliebten Wallfahrtsziel, so dass die alte Kapelle vermutlich bereits im 13. Jahrhundert durch einen größeren Steinbau ersetzt wurde. Von 1346 bis 1355 wurde das heutige Kirchengebäude errichtet. Die Jahrhunderte nach der Gründung waren gezeichnet von Streitigkeiten zwischen dem Stift Rein, zu dem die Wallfahrtskirche gehörte, und dem zum Erzbistum Salzburg gehörenden Pfarrer von Gratwein, in dessen Pfarrgebiet sich die Kirche befand. Diese Streitigkeiten wurden erst zu Beginn des 17. Jahrhunderts durch einen Tausch beigelegt, bei dem die Pfarre Gratwein in den Besitz des Stiftes kam. Im Zuge der josephinischen Reformen wurde die Kirche 1785 zu einer Lokalkaplanei, die bis 1788 bestand. In diesem Jahr wurde die Kirche entweiht und es bestanden Pläne zu ihrem Abriss. Die Gnadenbilder wurden nach Gratwein verbracht. Durch den Widerstand der örtlichen Bevölkerung, die sich unter anderem direkt an den Kaiser wandte, wurde der drohende Abriss abgewendet und die Kirche zu einer Filiale der Pfarre Gratwein ernannt. Zu Beginn des 20. Jahrhunderts wurde in der Bevölkerung der Wunsch laut, die Kirche solle eine eigenständige Pfarrkirche werden. Das scheiterte am Widerstand des Stiftes Rein, des Besitzers des Kirchengebäudes, der dazu die Kirche in den Besitz der Diözese Graz-Seckau hätte übergeben müssen. Am 1. Jänner 1972 wurde Straßengel aber zu einer Expositur mit eigenständiger Matrikenführung ernannt. In neuerer Zeit fanden zahlreiche Restaurierungsarbeiten an Gebäude und Ausstattung statt.
Maria Straßengel zählt zu den bedeutendsten Kirchenbauten der österreichischen Hochgotik und ist in seiner Architektur unter anderem vom Wiener Stephansdom inspiriert. Die Scheiben der Kirchenfenster bilden zudem die größte Ansammlung mittelalterlicher Glasmalereien in der Steiermark. In der Kirche befinden sich zwei legendenbehaftete Gnadenbilder. Das Bild der Maria im Ährenkleid am Hochaltar soll die Kopie eines vom Evangelisten Lukas gemalten Marienbildes sein, das Markgraf Ottokar III. von einer Wallfahrt nach Jerusalem mitgebracht haben soll. In Wirklichkeit wurde das Bild um 1420 bis 1430 von einem steirischen Meister gemalt. Es wurde 1976 gestohlen und gilt seither als verschollen, so dass Gottfried Johannes Höfler 1978 eine Kopie des Bildnisses anfertigte, die seitdem am Hochaltar zu sehen ist. Das zweite Gnadenbild ist das Wurzelkreuz, das laut einer Legende nach 1255 in einem Baum aufgefunden wurde, aus dem es gewachsen sein soll. Es wurde ebenfalls 1976 gestohlen, wurde aber kurze Zeit später wiedergefunden. Es wird seitdem in einem Reliquiar außerhalb des Kirchenraumes aufbewahrt.

## Lage

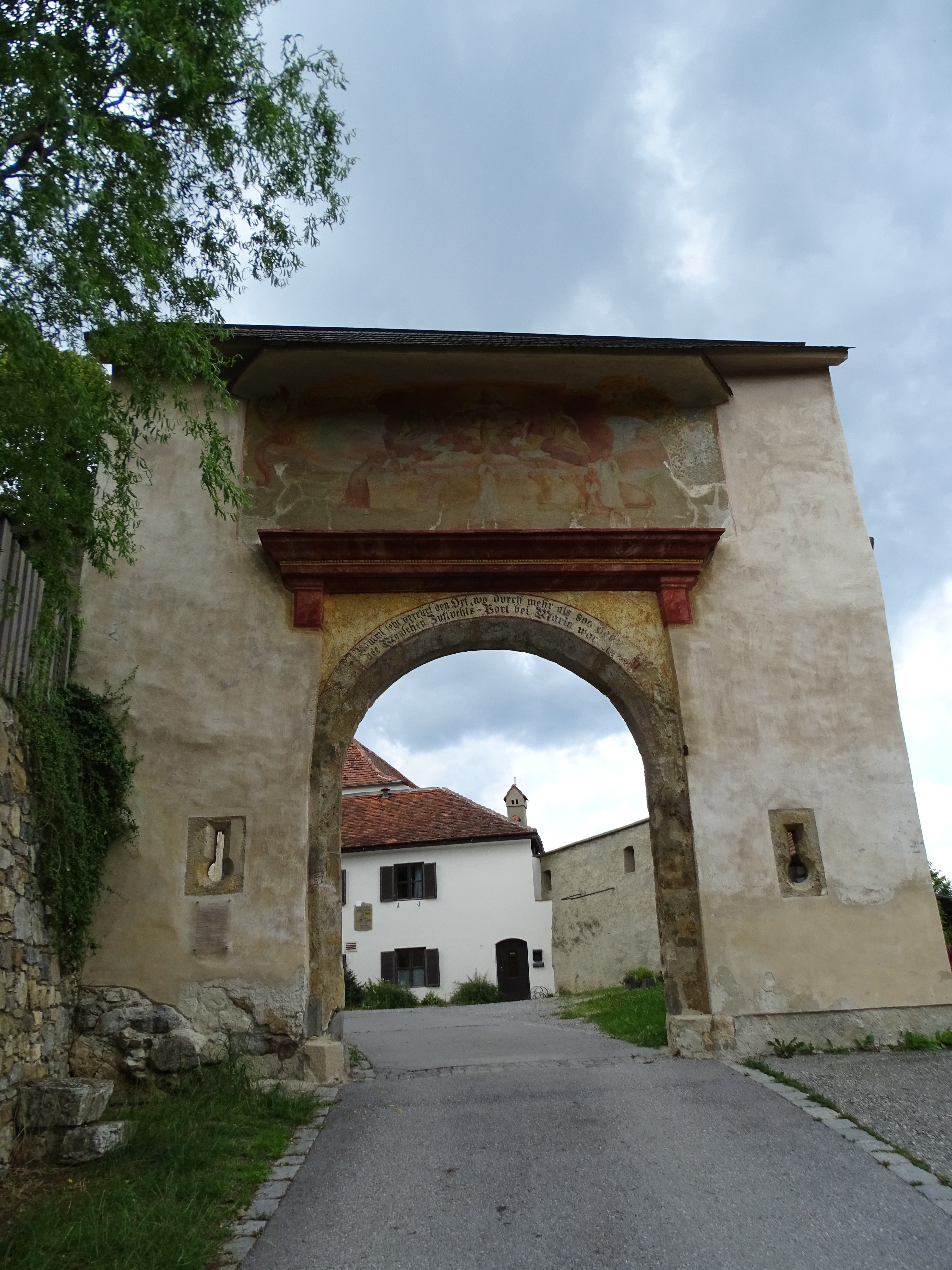
Die Zufahrtsstraße zur Kirchenanlage führt im Osten des Kirchhofes durch dieses Rundbogentor.

Die Wallfahrtskirche steht im südwestlichen Teil der Marktgemeinde Gratwein-Straßengel, etwa 200 Meter südöstlich des Ortszentrums von Judendorf-Straßengel, weithin sichtbar auf einer etwa 454 m ü. A. Meter hohen und teilweise bewaldeten Rückfallkuppe. Diese ist ein Ausläufer des Frauenkogels, die von diesem in nordöstliche Richtung verläuft und sich über dem Gratkorner Becken erhebt. Der Kirchhof liegt gut 60 Meter über dem Judendorfer Ortszentrum. Von der Landesstraße L 332, der Oswalderstraße, zweigt der Am Kirchberg genannte Zufahrtsweg ab, der von Süden kommend zur Kirche führt. Am Hang südöstlich der Kirche liegt am Zufahrtsweg auch der Friedhof Judendorf-Straßengel.
Die Kirche und der Kirchhof werden von einer in der Mitte des 15. Jahrhunderts als Schutz gegen die einfallenden Türken errichteten Wehrmauer mit drei Eingängen umgeben, die ihr die Erscheinung einer Kirchenburg geben. Am östlichen Abschnitt der Wehrmauer sind noch Schießscharten erhalten. Im Osten führt die Zufahrtsstraße in den Kirchhof durch ein rundbogiges Einfahrtstor mit barocker Umrahmung. Dieses Tor hat eine stark beschädigte, aus dem zweiten Viertel des 18. Jahrhunderts stammende barocke Wandmalerei, die Maria im Ährenkleid, den Baum mit Wurzelkreuz sowie die in Wolken sitzenden Heiligen Benedikt und Bernhard zeigt. Im Kirchhof befinden sich der laut einer Inschrift im Jahr 1494 erbaute Pfarrhof, eine 1582 erbaute Taverne sowie das nach 1684 errichtete Benefiziatenhaus, auch Neugebäude genannt.

## Baugeschichte
Das Stift Rein ließ um die Mitte des 12. Jahrhunderts auf dem Straßengler Kirchberg, in unmittelbarer Nähe einer wichtigen Straße, eine Kapelle errichten, in der sich einer Legende nach ein von Markgraf Ottokar III. von seiner Wallfahrt nach Palästina mitgebrachtes Bild der Jungfrau Maria zur öffentlichen Verehrung befand. Die Kapelle wurde vermutlich im 13. Jahrhundert durch einen größeren Steinbau ersetzt oder zumindest erweitert, nachdem der Reiner Abt Bernhard von Plankenwarth wahrscheinlich bereits um 1266 Pläne für einen Aus- oder Neubau hatte. Wie Ambros Gasparitz, der Kapitular des Stiftes Rein, im Jahr 1895 vermerkte, begann der Abt vermutlich mit der Planung, nachdem der Generalabt den Pilgern und Stiftern die Teilhabe am Verdienst des gesamten Ordens zugestanden hatte. Sowohl von der romanischen Kapelle als auch vom darauffolgenden gotischen Steinbau sind nur wenige urkundliche Erwähnungen bekannt.
Der Abt Hertwig von Emerberg legte am 8. Dezember 1346 den Grundstein für einen hochgotischen Neubau am Standort der Kapelle. Die beiden dem Stift Rein als Professen angehörigen Brüder Johannes und Marcus Zeyricker aus Wien stifteten einen wesentlichen Beitrag zum Neubau und ließen gestalterische Ideen des Wiener Stephansdoms in den neuen Kirchenbau einfließen. Als Abt Hertwig am 10. April 1349 starb, war bereits der Chor vollendet und die Mauern des Langhauses reichten bis auf Höhe der Fenster. Hertwigs Nachfolger Seifried von Waldstein vollendete den Bau, der am 8. September 1355 von Bischof Ulrich III. auf Mariä Namen geweiht wurde. Stiftungen und materielle Zuwendungen durch Erzherzog Rudolf IV., in dessen besonderer Gunst sich Straßengel vermutlich wegen der Verehrung des Wurzelkreuzes und der Zugehörigkeit zum Stift Rein befand, ermöglichten wahrscheinlich auch die Fertigstellung des architektonisch und symbolisch beeindruckenden Ostturms, ehe der Kirchenbau vermutlich 1366 abgeschlossen war. Die teilweise in der Literatur genannten romanisierten Züge des Kirchenbaus dürften auch auf den Einfluss von Rudolf IV. zurückgehen und einen von ihm gewünschten Rückgriff auf die Bauformen aus der Zeit seines Urgroßvaters Rudolf I. darstellen, um damit Macht und aus der Geschichte begründete Legitimität zu zeigen. Der Einfluss der Zisterzienser auf die architektonische Gestaltung des Neubaus war wiederum eher gering. Die Ordensvorschriften forderten etwa das Fehlen von steinernen Glockentürmen, die Felder über den Kirchenportalen blieben meist ungeschmückt und der Ordensbruder Bernhard von Clairveaux kritisierte die schmuckhafte Gestaltung von Sakralbauten als Ablenkung beim Gebet und unnötige Kosten beim Bau. Einzig die abgekragten Wanddienste folgen dem Beispiel der Zisterzienserarchitektur.
Der Reiner Abt Hermann Molitor ließ 1455 den Kirchhof zum Schutz gegen die einfallenden Türken ummauern und an der Nordseite der Kirche eine vermutlich von Kaiser Friedrich III. gestiftete Doppelkapelle mit Glockenturm sowie eine Sakristei anbauen. Östlich der Doppelkapelle und westlich der Sakristei wurde 1723 die Annakapelle mit ihrem kuppeligen Gewölbe und einer Laterne errichtet. Der Glockenturm wurde 1828 nochmals erhöht. Seine vier Glocken stammen aus dem 14. Jahrhundert sowie den Jahren 1681 und 1988. Die Tiroler Glasmalerei und Mosaik Anstalt ordnete im Zuge von Restaurierungsarbeiten in den Jahren 1884/1885 die großteils aus dem 14. Jahrhundert stammenden Glasscheiben der Kirchenfenster neu und ersetzte einige der Scheiben. Zur selben Zeit wurden die spätbarocken Seitenaltäre sowie der bereits im 18. Jahrhundert abgetragene Hochaltar durch neugotische Altäre nach Entwürfen von Robert Mikovics ersetzt.
Der 1975 gegründete Verein der Freunde von Maria Straßengel setzte sich für eine Gesamtrestaurierung der Kirche ein. So wurden von 1975 bis 1977 die Glasgemälde und in den Jahren 1977/1978 der gesamte Innenraum restauriert. In den Jahren 1984/1985 wurde auch die Außenseite der Kirche restauriert, der schließlich im Jahr 2007 der Kirchturm und 2010 die Sakristei folgten. Im Sommer 2020 wurden die Glasfenster an der südwestlichen Kirchenseite von Spezialisten der Glaswerkstätte des Stiftes Schlierbach saniert, da die vermehrt auftretenden starken Regenschauer über die Jahre die Verbleiung der Fenster beschädigt und die Glasscheiben gelockert hatten.
Das gesamte Bauwerk steht unter Denkmalschutz.

## Geschichte

### Gründung und Aufstieg als Wallfahrtsort
Die Geschichte der Wallfahrtskirche Maria Straßengel hängt eng mit jener der salzburgischen Pfarre Gratwein, zu deren Pfarrsprengel sie immer gehörte, und der des Zisterzienserstiftes Rein zusammen. Im Jahr 860 gingen die am 20. November in einem Majestätsbrief von König Ludwig dem Deutschen erwähnten duo loca ad Strazinolum, also zwei bei Straßengel gelegene Gegenden, an das Erzbistum Salzburg, das vermutlich bereits kurz danach mit der Einrichtung von kirchlichen Strukturen und Organisationen in der Umgebung begann. Vermutlich noch im 9. Jahrhundert ließ das Erzbistum die Pfarre Gratwein als Mutterpfarre gründen, die erste urkundliche Nennung der Pfarre stammt aber erst aus dem Jahr 1188. Wann genau die Christianisierung des Straßengler Feldes begann, ist unklar; um das Jahr 1000 gab es am heutigen Kirchberg jedoch schon eine christliche Begräbnisstätte, worauf aufgefundene Grabbeigaben schließen lassen.
Dem 1129 gegründeten Stift Rein der Zisterzienser wurden am 8. Juni 1147 durch eine Verfügung des Markgrafen Ottokar III. Rechte an der Ortschaft Straßengel verliehen. Das Stift ließ um die Mitte des 12. Jahrhunderts auf dem Straßengler Kirchberg und damit im erzbischöflichen Gebiet von Salzburg, in unmittelbarer Nähe einer wichtigen Straße, eine Wallfahrtskapelle errichten, in der einer Legende nach ein von Markgraf Ottokar III. von seiner Wallfahrt nach Palästina mitgebrachtes Bild der Jungfrau Maria zur öffentlichen Verehrung bewahrt wurde. Vom Stift Rein selbst wird das Jahr 1158 als Baujahr angesehen, während etwa der Heimatforscher Clemens Brandter vom Jahr 1147 ausgeht. Die beiden Kunsthistoriker Kurt Woisetschläger und Peter Krenn vermuteten, dass es sich bei Straßengel um den ältesten Marienwallfahrtsort der Steiermark handelt.

### Streitigkeiten zwischen der Pfarre Gratwein und dem Stift Rein

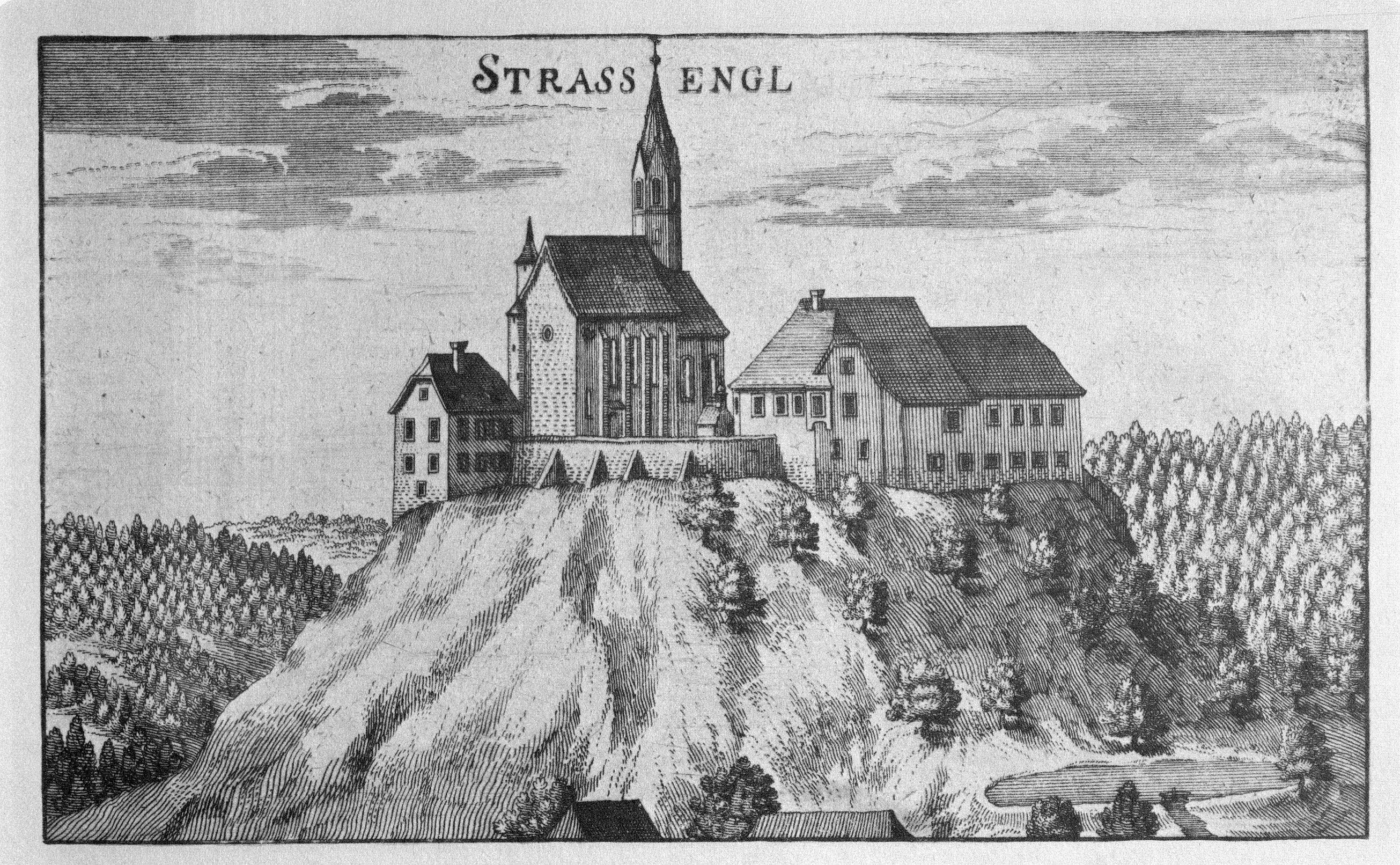
Kupferstich der Wallfahrtskirche Maria Straßengel aus Vischers Topographia Ducatus Styriae, 1681

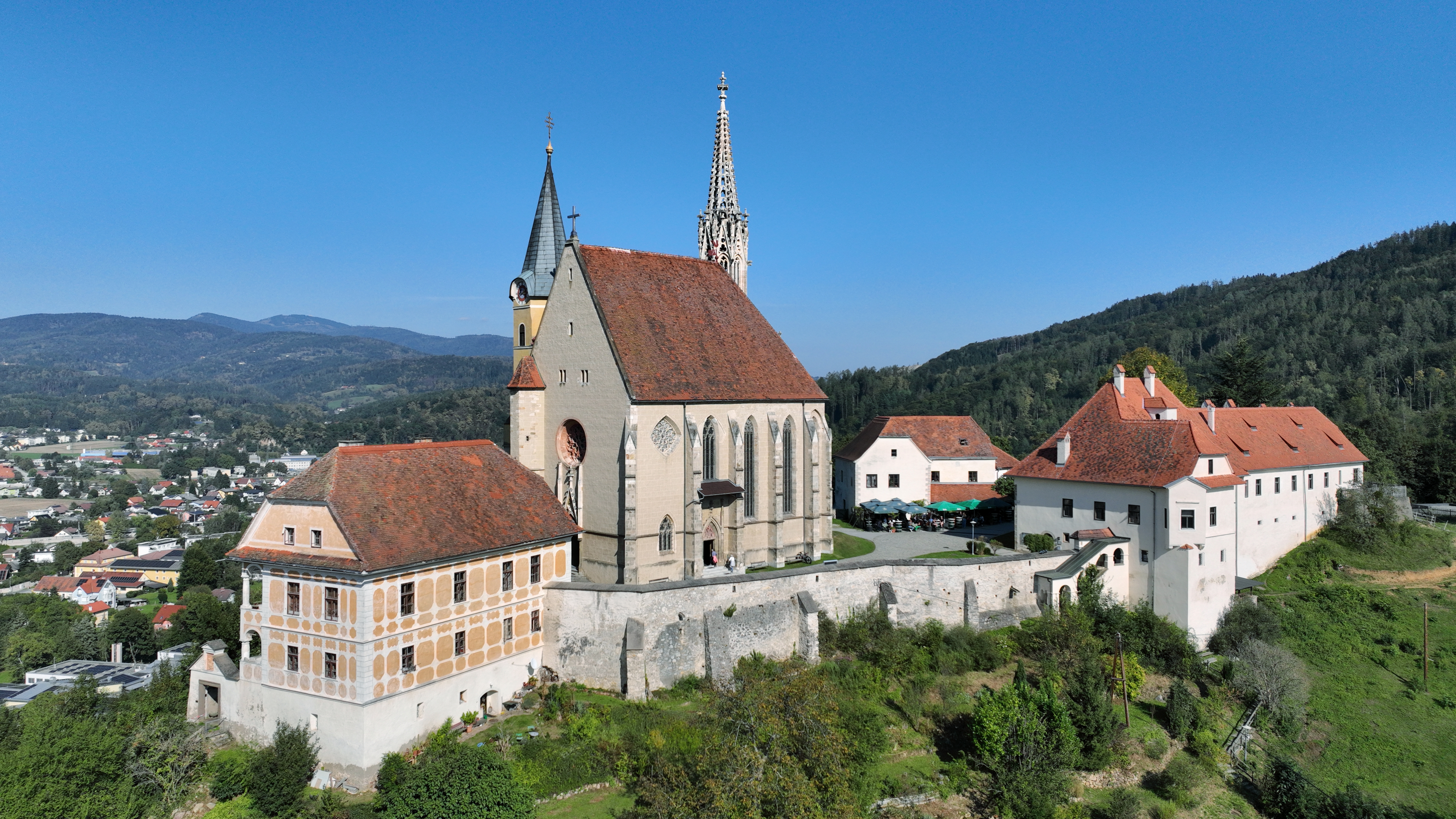
Wallfahrtskirche mit Bauensemble (Prälatenhaus und ehemaliges Propsteigebäude sowie ehemalige Taverne), 2024

Da sich diese Kapelle als wirtschaftlich sehr einträglich erwies, kam es zu Streitigkeiten zwischen dem Stift Rein und der salzburgischen Pfarre Gratwein. Als der Salzburger Erzbischof Eberhard II. im Jahr 1208 in einer Urkunde gewisse, aus Schenkungen herrührende, Rechte von Stift Rein in den Ortschaften Judendorf, Rötz und Straßengel anerkannte, eskalierte der Streit. Diese Erwähnung in der Urkunde ist gleichzeitig auch die erste gesicherte Erwähnung der Kapelle zu Straßengel. Der damalige Gratweiner Pfarrer Gregor Hammer weigerte sich, Straßengel aus der pfarrlichen Gerichtsbarkeit von Gratwein herauszulösen. Der Streit wurde schließlich im Jahr 1209 zugunsten des Stiftes Rein geschlichtet, wobei die als Richter auftretenden Pfarrer von Wiener Neustadt, der Erzpriester Heinrich von Greischern sowie Otakar von Fischau entschieden, dass die als capella sancte Marie in Strazzinl bezeichnete Kapelle aus der Gratweiner Gerichtsbarkeit herausgelöst und „auf ewige Zeiten“ dem Stift Rein zugeschlagen werde. Gregor Hammer hatte die Entscheidung der Richter anzuerkennen und erhielt als Entschädigung eine bei Fernitz gelegene Hube sowie eine Hofstätte bei Gratwein. Erzbischof Eberhard II. bestätigte bei der Synode zu Friesach im Jahr 1211 dieses Urteil. In den folgenden Jahrzehnten nahm der Anteil an Wallfahrern stetig zu. Ein im Jahr 1255 laut einer Legende von Hirten in einer Tanne vor der Kapelle aufgefundenes Wurzelkruzifix wurde als zweiter Gegenstand der Verehrung ausgestellt.
Die Herauslösung der Kapelle aus der Gerichtsbarkeit der Pfarre Gratwein wurde erneut 1312 bestätigt. Im Dezember 1313 erhielt die Kapelle zudem das Recht, Gläubigen an gewissen Festtagen einen Ablass von vierzig Tagen zu gewähren. Dieses Recht wurde 1317 von Erzbischof Friedrich III. von Leibnitz auf alle Besucher der Gottesdienste an den Samstagen und Sonntagen ausgeweitet. Aus dem Jahr 1322 ist bekannt, dass die Kapelle bereits über mehr als einen Altar verfügte. Der Abt Hertwig von Emerberg legte am 8. Dezember 1346 den Grundstein für einen gotischen Neubau am Standort der Kapelle und als er am 10. April 1349 starb, übernahm sein Nachfolger Seifried von Waldstein die Vollendung des Baus, der am 8. September 1355 von Bischof Ulrich III. geweiht wurde.
Erzherzog Rudolf IV. stiftete am 9. März 1365 in einem Gnadenbrief dem Stift Rein mehrere Güter und ermöglichte dem Stift die Entsendung eines Priesters nach Straßengel, mit der Auflage, dass dieser dort jeden Tag eine Messe zu lesen habe. Diese Stiftungen beschleunigten wahrscheinlich die Fertigstellung des Ostturms, ehe der Kirchenbau vermutlich 1366 abgeschlossen war. Die Seelsorge für die Wallfahrer im Ort lag damit beim Stift, die für die Einwohner aber noch immer bei Gratwein. Die Kirche entwickelte sich immer mehr zu einem bedeutenden Wallfahrtsort und es wurden dort auch zahlreiche Ablässe gewährt. Die Bewohner des Umlandes gingen lieber nach Straßengel als nach Gratwein zur Heiligen Messe, was unter anderem dazu führte, dass die örtlichen Bauern sich mehr dem Stift Rein als der salzburgischen Pfarre Gratwein zugehörig fühlten und teilweise die Zahlung des Zehnten an die Pfarre verweigerten. Da der Andrang der Gläubigen sehr groß war, wurde es Straßengel im Jahr 1437 genehmigt, an den Samstagen und Sonntagen nach Ostern die Messe mit tragbaren Altären auch im Freien zu halten. Das alles heizte den Streit zwischen dem Stift Rein und dem Pfarrer von Gratwein nur noch weiter an, der seinen Höhepunkt im Jahr 1453 erreichte. In diesem Jahr gab es in dem eigens für die Streitigkeiten in Gratwein angelegte Kopialbuch, das alle Proteste, Denkschriften und erfolgten Eingaben bezüglich dieses Streites erfasste, die meisten Einträge. Dieser Streit zwischen Gratwein und dem Stift Rein wurde am 3. März 1483 durch einen Vergleich zwischen dem Gratweiner Pfarrer und dem Reiner Abt Wolfgang beigelegt, bei dem Gratwein den Drittelzehent von Straßengel, mit Ausnahme der von Stift Rein selbst bewirtschafteten Ländereien, zugesprochen bekam und das Stift an Sonn- und Feiertagen vormittags keine Messe sowie auch keine Totengottesdienste in der Kirche lesen durfte. Abt Wolfgang ließ daraufhin einige bauliche Veränderungen am Kirchhof der capella beate Marie virginis in Strassindel vornehmen, die durch den Vergleich endgültig ihren Status als Exemtion, also eine Art rechtliche Sonderstellung, erlangte.
Die Streitigkeiten zwischen Gratwein und dem Stift Rein flammten in den folgenden Jahren immer wieder auf. Sie wurden aber mit dem Abschluss eines Vertrages am 18. Februar 1607 beigelegt, bei dem die Zisterzienser das Kloster in Friesach an den Salzburger Erzbischof Wolf Dietrich von Raitenau abgaben und im Gegenzug die Pfarre Gratwein erhielten. Dieser Tausch wurde schließlich am 28. April 1607 vollzogen. Anlässlich des sechsten Säkularfestes der Kirche wurde im Jahr 1757 die Mariensäule beim Siebenbründl an der Straße nach Graz errichtet und es wurden die Gebeine eines römischen Märtyrers mit dem Namen Bonifacitius in die Annenkapelle gebracht, die bald im Volksglauben als die Überreste des heiligen Bonifatius von Tarsus angesehen wurden.

### Zeit der josephinischen Reformen und drohender Abriss

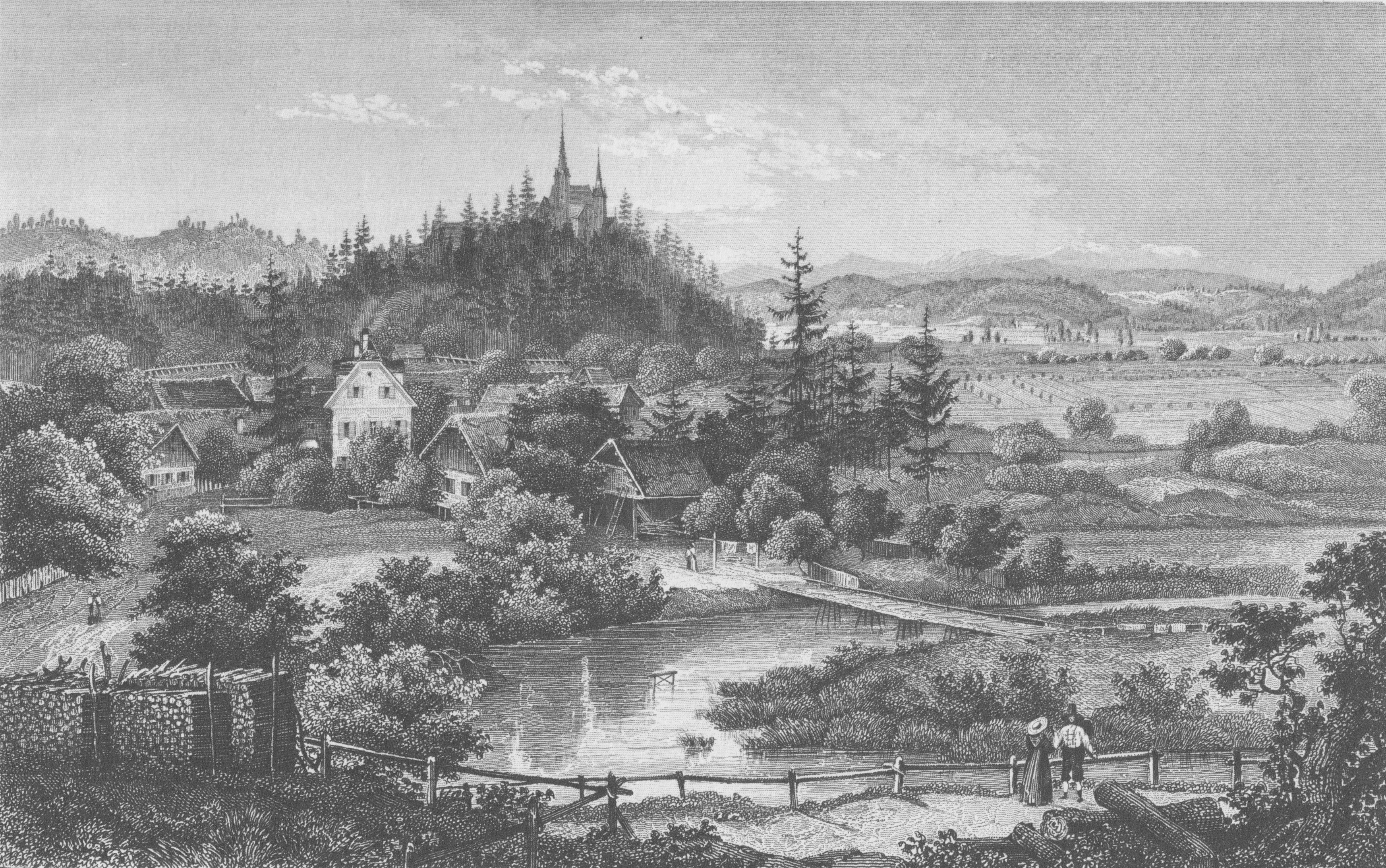
Stich des Ortes Straßengel mit der Wallfahrtskirche von Conrad Kreuzer in Grätz. Ein naturhistorisch-statistisch-topographisches Gemälde dieser Stadt und ihrer Umgebungen, 1843

Im Zuge der von Kaiser Joseph II. 1782 durchgeführten Pfarrregulierung wurde das Gebiet der Pfarre Gratwein anhand der Verordnungen vom 12. September und dem 20. Oktober in sieben eigenständige Pfarren aufgeteilt. Diese als Josephinismus bekannten Reformen und Regulierungen forderten, dass gesellschaftliche Gewohnheiten sich einer staatlichen und den Prinzipien des aufgeklärten Absolutismus folgenden Aufsicht zu unterstellen hatten. Dadurch kam es etwa zur Aufhebung von Klöstern, die Joseph II. als Hort des Aberglaubens und des religiösen Fanatismus ansah, einem einfacheren Gottesdienst sowie zur Entfernung von überflüssigen Altären in den Kirchen. Obwohl sie nicht alle Voraussetzungen erfüllte, da sie sich zu nahe an einer weiteren Kirche befand und die Anzahl an Bewohnern in ihrer Nähe zu gering war, wurde die Wallfahrtskirche Maria Straßengel 1785 zu einer Lokalkaplanei. Der erste Lokalkaplan, Rafael Schott, begann am 6. August 1786 mit seinem Dienst und wurde am 3. Oktober 1787 von Albert Schleinitzer abgelöst. Während dieser Zeit als Lokalkaplanei wurde ein Friedhof abgesteckt und auch ein Schulhaus eingerichtet. Christoph Greiner, damaliger Kreisdechant, stattete im Oktober 1787 Straßengel eine Visitation ab und empfahl in einem Schreiben an den Bischof Joseph Adam von Arco die Schließung der Kirche, die er mit der schweren Erreichbarkeit auf dem Berg für die in der Ebene lebenden Bewohner begründete. In dieser Zeit blieben auch die Wallfahrer vermehrt aus, und die Erhaltung des Bauwerkes konnte nicht mehr durch Spenden finanziert werden, sondern musste durch den Religionsfonds übernommen werden. Der Bischof leistete Greiners Rat Folge und gab an das Gubernium in Graz die Anordnung, die Lokalkaplanei Straßengel aufzuheben und die Kirche zu sperren. Als die Straßengler Bevölkerung von diesem Vorhaben erfuhr, richtete sie am 18. Mai 1788 einen Brief an den Bischof, in dem sie um den Erhalt der Kirche bat. Ausgehend von dieser Bitte wurde die Kirche am 15. Juli 1788 von Gubernialrat und Kreishauptmann Christoph Freiherr von Schwizer, dem Kreisdechant und Domkustos Christoph Greiner, Gabriel Presler, dem Sekretär des Stiftes Rein, dem Straßengler Lokalkaplan Albert Schleinizer und dem Anwalt des Stiftes Rein, Karl Königshofer, sowie dem Aktuarius Joachim Haitzmann besucht und die Bevölkerung über den Kirchen- und Schulbesuch befragt. Auch diese Gesandtschaft kam zu dem Ergebnis, dass die Kirche nicht erhaltenswert sei, und brachte den Vorschlag ein, die aus dem Abriss der Kirche gewonnenen Steine sowie das aus dem erhofften Verkauf der Gebäude im Kirchhof eingebrachte Geld zum Bau eines neuen Schulgebäudes in der Ebene zu verwenden. Auch der Bischof Joseph Adam von Arco bestätigte am 21. August 1788 seinen Vorschlag zur Exekration der Wallfahrtskirche und erteilte am selben Tag die dazu nötige Verfügung an den Gratweiner Pfarrer Abundus Kuntschak. Am 29. Oktober 1788 entweihte der Landdechant Gritzner schließlich die Kirche und entfernte den Altarstein vom Gnadenaltar sowie die Reliquien aus dem Annaaltar. Die Reliquien von den anderen Altären konnten nicht entfernt werden, da sie in Marmor gefasst waren und nur durch Demolierung hätten entnommen werden können. Die Entweihung war dadurch nicht vollständig und stellte sich deshalb später als kirchenrechtlich ungültig heraus.
Die Entweihung der Kirche führte zu einem Aufruhr in der Bevölkerung, die sich auch gegen den Gratweiner Pfarrer richtete, der bereits zwei Tage nach der Entweihung dem Konsistorium eine Schilderung der aufgeheizten Stimmung in der Pfarre gab. Aufgrund dieser schlechten Stimmung wurde der Straßengeler Lokalkaplan Schleinizer am 3. November 1788 von Bischof Arco beauftragt, das Gnadenbild sowie das Wurzelkreuz heimlich aus der Kirche entfernen zu lassen und nach Gratwein zu überführen. Da der Abriss der Kirche damit unausweichlich erschien, wandte sich die Bevölkerung in einem Majestätsgesuch an den Kaiser Joseph II. Am 4. Dezember 1788 brachte die geistliche Kommission für Innerösterreich eine Stellungnahme beim Kaiser ein, in der sie sich für eine Aufhebung der Lokalkaplanei einsetzte. Die Geistliche Hofkommission in Wien wiederum sprach sich in einem Vortrag vom 9. Jänner 1789 zwar auch für eine Aufhebung der Lokalkaplanei aus, war aber für die Erhaltung der Kirche, die ihrer Meinung nach zu einer Filiale von Gratwein werden sollte. Der Kaiser genehmigte daraufhin eine Beratung durch die geistliche Kommission. Die Hofkommission schickte am 11. Jänner 1789 schließlich eine Weisung an das Gubernium in Graz, in der sie das Urteil verkündete, dass die Lokalkaplanei aufzulösen sei, die Kirche in Straßengel aber zu einer zu Gratwein gehörigen Filialkirche werden solle. Dieser Weisung wurde Folge geleistet und die Kirche war vor dem Abbruch gerettet. Im Herbst 1789 sandten die Straßengler ein Schreiben an den Kaiser mit der Bitte, die Lokalkaplanei zu erhalten, jedoch vergeblich. Das örtliche Ordinariat sah die Kirche auch weiterhin als eine dem Stift Rein unterstehende Wallfahrtskirche an. Da die Entweihung kirchenrechtlich ungültig war, musste die Kirche nicht erneut geweiht werden, es war nur eine neue Gottesdienstordnung festzulegen. Diese wurde am 26. Februar 1789 vom Bischof genehmigt. Das Gnadenbild und das Wurzelkreuz verblieben aber noch bei der Pfarre Gratwein. Zumindest das Gnadenbild wurde jedoch nach mehreren Ansuchen der Bevölkerung an den Bischof Arco, gegen den Willen des Gratweiner Pfarrers, am 9. April 1789 zurückgebracht. Das Wurzelkreuz kam erst Anfang November des Jahres 1827 nach Straßengel zurück.

### Versuche der pfarrlichen Eigenständigkeit und Schaffung der Expositur

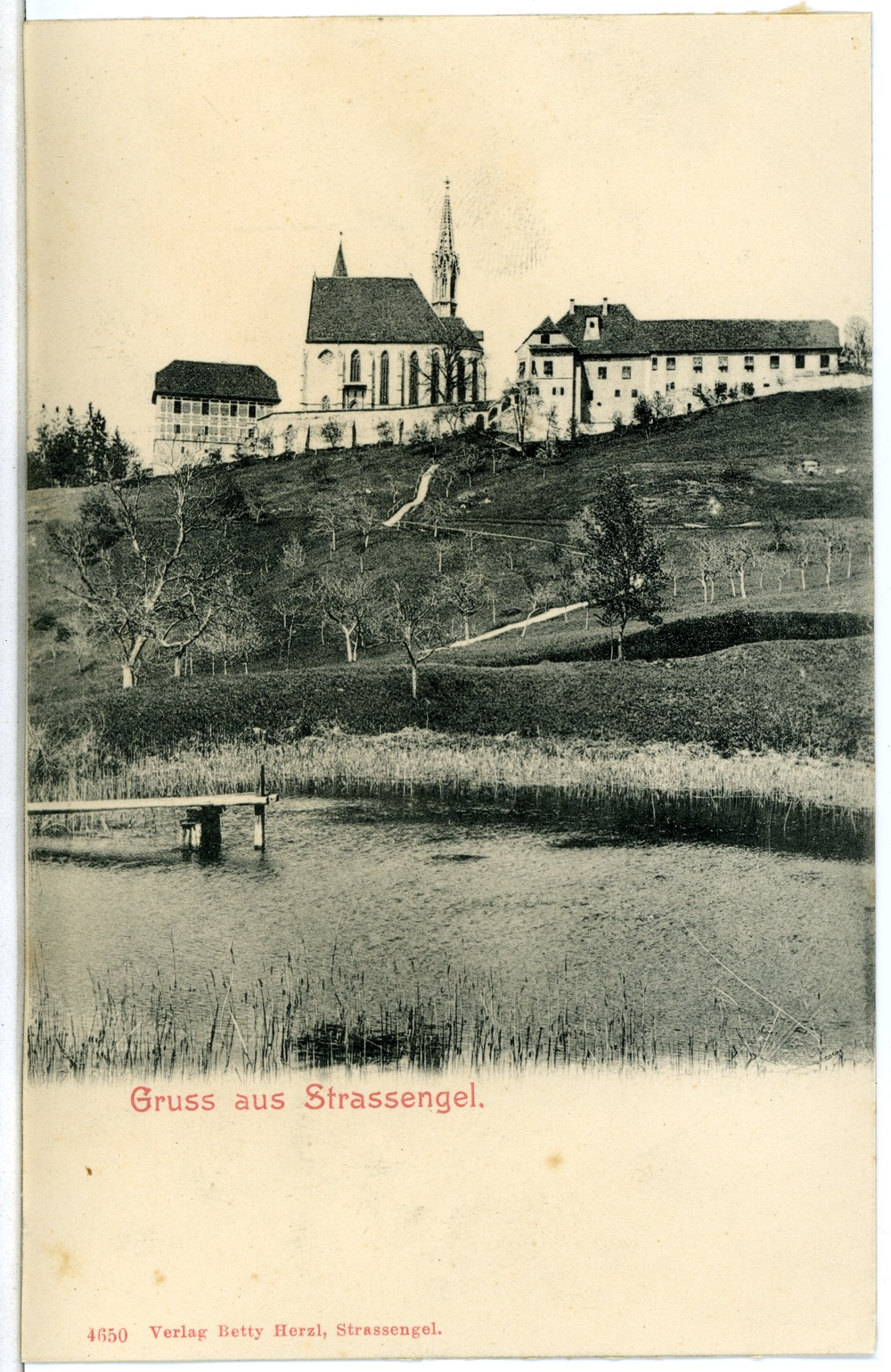
Ansichtskarte von Straßengel von Brück & Sohn, 1903

Anlässlich des im Jahr 1858 gefeierten 700-jährigen Bestehens des Wallfahrtsortes wurde der Kirche von Papst Pius IX. ein vollkommener Ablass gewährt. Dadurch besuchten allein zwischen dem Ostersonntag und dem Allerheiligenfest des Jahres 1858 etwa 85.600 Personen die Kirche, um sich ihre Sündenstrafen vergeben zu lassen. Als sich im Jahr 1909 Judendorf-Straßengel als selbstständige Gemeinde von Gratwein loslöste, wurden auch Stimmen in der Bevölkerung laut, welche die Erhebung von Straßengel zu einer eigenständigen Pfarre forderten. Dieser Bewegung gehörten mehrere einflussreiche Personen an, wie beispielsweise Karl Feiler, der Besitzer des örtlichen Kurhauses. So gelang es den Straßenglern, zumindest die Anlage eines eigenen Friedhofes zu erwirken, der am 30. April 1922 vom Reiner Abt Eugen Amreich geweiht wurde. Der damalige Gratweiner Pfarrer Ernst Kortschak forderte daraufhin, den Friedhof der Zugehörigkeit seiner Pfarre zu unterstellen, was das Stift Rein ablehnte, da er sich im Klosterbesitz befand. Beim Ordinariat wurde 1951 die erneute Errichtung einer Stationskaplanei in Straßengel versucht, die jedoch am Widerstand des Gratweiner Pfarrers Meinrad Maurer scheiterte.
Ernst Kortschak, der ehemalige Abt und Pfarrer von Gratwein, stellte, nachdem er als Missar nach Straßengel gekommen war, und entgegen seinen früheren Ansichten, am 9. Jänner 1956 einen Antrag darauf, kirchliche Feierlichkeiten in der Wallfahrtskirche begehen zu dürfen. Sein Antrag wurde gewährt und es wurden bereits im selben Jahr erstmals offiziell die Osterfeierlichkeiten begangen. In den folgenden Jahren wurde die Eigenständigkeit weiter ausgebaut. So wurde am 23. Juni 1963 erstmals eine Erstkommunion gefeiert und am 1. Mai 1969 wurde mit Dionys Pils auch ein Missar und Aushilfsseelsorger mit dem Recht, Trauungen in der Kirche zu vollziehen, nach Straßengel geschickt. Am 23. März 1969 wurde erstmals ein Pfarrgemeinderat gewählt. Nach der Übernahme des Stiftes Rein am 8. Juli 1971 durch den als Prior-Administrator gewählten Paulus Rappold forderte die Straßengler Bevölkerung erneut die Schaffung einer eigenständigen Pfarre. Das Stift lehnte diese Forderung ab, weil die Wallfahrtskirche sich im Stiftsbesitz befinde und es notwendig wäre, sie zur Pfarrgründung an die Diözese Graz-Seckau abzutreten. Stattdessen wurde die Schaffung einer Pfarrexpositur mit eigener Matrikenführung genehmigt. Am 30. Dezember 1971 gab  Bischof Johann Weber die mit dem 1. Jänner 1972 rechtswirksame Errichtung der römisch-katholischen Expositur Maria Straßengel in Judendorf-Straßengel bekannt. Am 1. Juli 1984 wurde die genaue Pfarrgrenze zu Gratwein festgelegt.

## Architektur und Ausstattung

Grundriss der Kirche

Die dreischiffige, hochgotische Hallenkirche hat zart gestreckte Proportionen sowie einen annähernd rechteckigen Grundriss und ist nach Südosten ausgerichtet. Der Innenraum der Kirche ist in drei Kirchenschiffe, ein breiteres fünfjochiges Mittelschiff sowie zwei schmälere vierjochige Seitenschiffe, unterteilt. Das 13,8 Meter hohe und 28 Meter lange Mittelschiff ist gegenüber den 23,7 Meter langen Seitenschiffen etwas überhöht. Insgesamt hat die Kirche einen 12,6 Meter breiten Innenraum, dabei ist das Mittelschiff etwa 1,5-mal so breit wie eines der Seitenschiffe. An die Kirchenschiffe ist jeweils ein Chor mit Fünfachtelschluss angebaut, was zu einer gestaffelten Chorpartie führt. Der Dachstuhl über den Gewölben hat eine Höhe von 13,8 Meter.
Ungewöhnlich ist die asymmetrische Anordnung der beiden unterschiedlich hohen Kirchtürme, die beide an der nördlichen Seite des Langhauses aufsteigen. Der größere, 48 Meter hohe Kirchturm hat einen achteckigen Grundriss und erhebt sich dreistöckig, insgesamt 33,5 Meter über die Dachtraufe des nordöstlichen Chores. Der kleinere Turm im Nordwesten befindet sich über der Doppelkapelle und dient als Glockenturm.

### Äußeres
Die Außenfassade wird auf drei Seiten von insgesamt 14 mehrfach abgetreppten Strebepfeilern gestützt, die in abschließenden Dreiecksgiebelchen enden. Bis in das 19. Jahrhundert hinein waren diese Strebepfeiler mit steinernen Kreuzblumen geschmückt. Die drei gestaffelten Apsiden auf der Chorseite haben einen polygonal endenden Schluss. Unter den Sohlbänken der Fenster befindet sich ein verkröpftes Gesims und an den Sockeln ein weiteres, einfach gestaltetes Kaffgesims. In einem gotischen Treppenturm mit achteckigem Grundriss am nördlichen Teil der westlichen Wand führt eine steinerne Wendeltreppe zur Empore und zum Dachstuhl.
Die südliche Wand wird von großen Spitzbogenfenstern durchbrochen, während es an der Chorseite schmale Fensteröffnungen sind. Eingeschnitten im Joch über dem Emporengeschoß befindet sich ein auf eine Spitze gestelltes, viereckiges Maßwerkfenster. Eine weitgespannte Fensterrose unterbricht die ansonsten glatte und schmucklose westliche Fassade.

### Portale
Die Kirche kann im Westen und Süden durch jeweils ein reich mit Fialen, Krabben und Kreuzblumen profiliertes Spitzbogenportal betreten werden. Die Tympana beider Portale wurden gegen Ende des 14. Jahrhunderts aus Sandstein gefertigt. Mit ihren Darstellungen und ihrer Symbolik zählen sie zu den bedeutendsten Reliefarbeiten Österreichs aus dieser Zeit. Beide schuf derselbe unbekannte Künstler, der den Notnamen Meister des Verkündigungsreliefs trägt. Bei Restaurierungsarbeiten in den Jahren 1981 bis 1985 wurde festgestellt, dass die beiden Reliefs früher zumindest teilweise farbig gefasst waren; so fand man am Gewand der Engelsfigur des Verkündigungsreliefs Reste von Bleiweiß.
Das westliche Portal hat einen dreieckigen und mit Maßwerk verzierten Wimperg und das 120 Zentimeter breite sowie 70 Zentimeter hohe Tympanon zeigt ein Relief der Verkündigung des Herrn. Maria wird in diesem Relief in einem mit Betpult, Bücherkasten, Vase sowie einem von Fialen eingerahmten Kielbogen angedeuteten Raum vor dem Erzengel Gabriel kniend dargestellt. Der Erzengel hat ungewöhnlich große Flügel, die den linken Teil des Reliefs ausfüllen. Sein rechter Fuß ragt über den Rahmen des Reliefs hinaus, was sein unmittelbares Erscheinen vor Maria darstellen soll. Der Kopf des Engels wurde vermutlich im 19. Jahrhundert ergänzt. Gabriel und Maria und damit auch die beiden Hälften des Reliefs sind durch ein S-förmiges Spruchband miteinander verbunden. Im Bücherkasten befinden sich sieben Bücher, die Maria sowohl als Meisterin der sieben freien Künste ausweisen, aber auch darauf hinweisen sollen, dass sie alle sieben Gaben des Heiligen Geistes besitzt. In der Vase steht eine Lilie, die genauso wie das Tuch auf dem Betpult ein Symbol für die Reinheit der Jungfrau Maria ist. Vor Maria liegt ein aufgeschlagenes Buch, ein Psalter. Maria selbst trägt eine Krone, die sie als die königliche Braut ausweist. Über Gabriel und Maria ist Gottvater dargestellt, von dem der Heilige Geist in Gestalt der Taube und auch das Jesuskind zu Maria herabgesendet werden. Dies ist eine bildliche Darstellung der biblischen Worte „und das Wort ist Fleisch geworden“ aus dem Evangelium nach Johannes. Das Tympanon wird unten durch einen Fries aus abwechselnd mit  Vierpässen gefüllten Kreisen oder auf der Spitze stehenden Vierecken abgeschlossen.
Das Relief des 160 Zentimeter breiten und 100 Zentimeter hohen Tympanons am Südportal zeigt die Beweinung Christi nach der Kreuzabnahme. Der Meister des Verkündigungsreliefs hat hier die Darstellung der Beweinung mit dem aus der Marienklage bekannten Andachtsbild verknüpft. Die auf einer Bank vor dem Hintergrund eines gegabelten Astkreuzes mit daran an einem sich einwindenen Schriftband angebrachten Schriftzug I.N.R.I. sitzende Maria drückt den Körper des toten Jesus an sich. Der kniende Josef von Arimathäa reinigt die Füße des Leichnams mit einem Tuch. Das Astkreuz ist ein Symbol für den Lebensbaum und war im 13. und 14. Jahrhundert ein beliebtes Motiv. Unter dem Leichnam Jesu liegen als Sinnbild für Golgota ein Totenschädel und mehrere Knochen. Unter den Armen des Kreuzes stehen der Evangelist Johannes sowie Maria Magdalena und Salome. Über den Klagenden schweben drei Engel, von denen der linke weinend sein Gesicht mit den Ärmeln seines Gewandes verhüllt, während der rechte ein offenes Buch als Symbol für die Erfüllung der Heiligen Schrift, einen Rauchbehälter als Symbol für das Gebet und das Opfer in den Händen hält. Der mittlere Engel trug ursprünglich auch einen Gegenstand, es ist aber nach einer Beschädigung nicht mehr erkennbar, um welchen Gegenstand es sich handelte. Die Kreuzblume über dem Tympanon trägt die vollplastische Figur eines Pelikans, der sich mit seinem Schnabel an der Brust verletzt, um mit seinem Blut seine drei toten Jungen wiederzubeleben. Diese Figur stammt aus dem Physiologus und ist ein Symbol für den Opfertod und die Auferstehung Jesu. Der barocke Türflügel des Südportales stammt aus dem zweiten Viertel des 18. Jahrhunderts und ist mit dem Namen Mariens reliefiert.

### Türme
Der hochgotische, achteckige und dreistöckige Kirchturm wurde vermutlich 1366 fertiggestellt und befindet sich über dem nordöstlichen Chor. Die von der Wiener Bauhütte geschaffenen Türme, wie etwa der Südturm des Wiener Stephansdoms und der Dachreiter über dem Chor der Kartause Gaming, aber vermutlich auch der des Freiburger Münsters, waren Vorbild für die Gestaltung dieses Kirchturmes. Er ist aus Werksteinen aus grobkörnigen Kalktuff erbaut. Auffallend ist der sowohl bautechnisch als auch künstlerisch beeindruckende, mit Krabben geschmückte durchbrochene Helm aus Stein mit seiner an Symbolik reichen Verzierung. Er misst vom Boden bis zur Turmspitze 48 Meter und ragt 33,5 Meter über die Dachtraufe auf. Die Turmspitze trägt eine 3 Meter hohe Kreuzblume, die zwischen 1868 und 1870 gefertigt wurde. Die Fassade des Turmes wird an den Kanten durch runde und eckige Pfeilervorlagen gegliedert und durch Traufgesimse in drei Geschoße unterteilt. Ein Großteil der Verzierungen des Turms bestand ursprünglich aus Leithakalkstein und wurde teilweise während Restaurierungsarbeiten im 19. und 20. Jahrhundert durch Teile aus hellem Sandstein und Mannersdorfer Kalkstein ergänzt. Die Wände des ersten Turmgeschoßes weisen spitzbogige gotische Blendarkaden mit einem Dreipassmaßwerk auf und werden an den Ecken von Pfeilern eingefasst. Drei Konsolen in der Gestalt von Köpfen stützen die Pfeiler an der nordöstlichen Ecke. Diese Köpfe stellen einen Mann mit geöffnetem Mund, vermutlich einen Bau- oder Werkmeister, und eine ältere Frau mit Haube sowie eine junge Frau dar, die einen Stirnreif mit Kreuz trägt. Die beiden Frauen könnten als allegorische Darstellungen der Synagoge und Ecclesia, also des Alten und des Neuen Bundes, gedeutet werden. Eine Schulterbüste eines Mannes, die als Wasserspeier diente, ist nicht mehr erhalten.
Das zweite Turmgeschoß ist zweifach gestuft und wird durch dreischichtig gestaffelte Blendarkaden gegliedert, die an den sechs Sichtseiten auf je drei kopfförmigen Konsolen ruhen, welche die Stifter und Bauherren der Kirche darstellen. Die Konsolenköpfe an der östlichsten und dem Hauptchor zugewandten Sichtseite zeigen im oberen Bereich einen bärtigen Mann mit Markgrafenhut, vermutlich eine Darstellung des Begründers des Wallfahrtsortes Ottokar III., und eine Frau, bei der es sich wahrscheinlich um Ottokars Frau Kunigunde von Vohburg handelt. Die Konsole darunter in Form eines Mönchskopfes soll möglicherweise den Reiner Abt Gerlach darstellen, den Erbauer der ersten Kapelle an diesem Ort. Am Fuß der Blendarkaden ist ein schräg liegender Wappenschild mit einer Darstellung des steirischen Panthers oder des Wappens der Traungauer angebracht. Die nördlich anschließende zweite Sichtseite zeigt im oberen Teil einen männlichen Kopf mit offenem Helmvisier und eine Frau mit einer Kruselerhaube, vermutlich um den Erzherzog Rudolf IV., der als großer Stifter für den Kirchenbau auftrat, und dessen Frau Katharina von Luxemburg. Unter den beiden Köpfen ein weiterer Mann mit einem Stirnreif könnte den heiligen Morandus, den Patron der Habsburger, darstellen. Der Wappenschild am Fuß der Seite zeigt das Bindenschild und trägt einen mit Blattkrone, Pfauenstoß sowie Sendelbinde verzierten Stechhelm. An der dritten Sichtseite findet man zwei Mönchsköpfe, wahrscheinlich die Reiner Äbte Hertwig von Emerberg und Seifried von Waldstein und einen darunter liegenden Löwenkopf. Auch der reliefierte Buchstabe R am Wappenschild weist auf das Stift Rein oder den Herzog Rudolf IV. hin. Die zwei Mönchsköpfe an der vierten Sichtseite stellen vermutlich die beiden Brüder Johannes und Marcus Zeyricker dar, die einen wesentlichen Beitrag zum Bau der Kirche leisteten und als Professen zum Stift Rein gehörten. Darunter befindet sich ein Hundekopf. Die zwei oberen Köpfe an der fünften Sichtseite stellen entweder zwei Mönche oder beim Bau der Kirche tätige Steinmetze oder Werkleute dar. Der untere Kopf zeigt ein Tier mit Hauern. Die sechste und nördlichste Sichtseite weist auch zwei männliche und einen weiblichen Konsolenkopf auf, sie werden jedoch durch die barocken Kirchenanbauten verdeckt.
Das dritte Turmgeschoß weist auf allen Seiten hohe zweibahnige Spitzbogenfenster auf. Auf allen Seiten erhebt sich über den Fenstern je eine mit Maßwerk und Krabben verzierte und in einer Kreuzblume endende Wimperge. Zwischen den einzelnen Wimpergen erheben sich Rundsäulen, die auf ihren Blattkapitellen insgesamt acht aus Stein gefertigte lebensgroße Figuren der heiligen Maria sowie der sieben Engel aus der Offenbarung des Johannes tragen. Vier der Statuen sind von den Bildhauern H. Schaggl und R. Wendler angefertigte Kopien; die Originale stehen in der Friedrichskapelle. Über dem dritten Turmgeschoß erhebt sich der 17 Meter hohe Steinhelm mit achteckigem Grundriss, der von Maßwerk durchbrochen ist und mit Krabben besetzte Stege hat. Die acht unteren Ecken enden mit je einem nach Tieren geformten Wasserspeier. Fünf Wasserspeier wurden in den Jahren 1962/1963 im Zuge der Turmrestaurierung durch neu angefertigte und frei gestaltete Figuren ersetzt. Sechs Wasserspeier stellen Hunde oder Löwen dar, während einer einen geflügelten Drachen sowie ein weiterer einen Fisch darstellt, wahrscheinlich in Anlehnung an das Wappentier von Johanna von Pfirt, der Mutter von Herzog Rudolf IV.
Der nordwestliche Kirchturm erhebt sich mit drei Geschoßen über der Friedrichskapelle. Er wurde 1455 im Auftrag des Reiner Abtes Hermann Molitor als Glockenturm errichtet und 1828 erhöht. Er hat einen mit Schiefer gedeckten Spitzhelm und vier Glocken. Diese Glocken stammen aus dem 14. Jahrhundert sowie den Jahren 1681 und 1988.

### Inneres

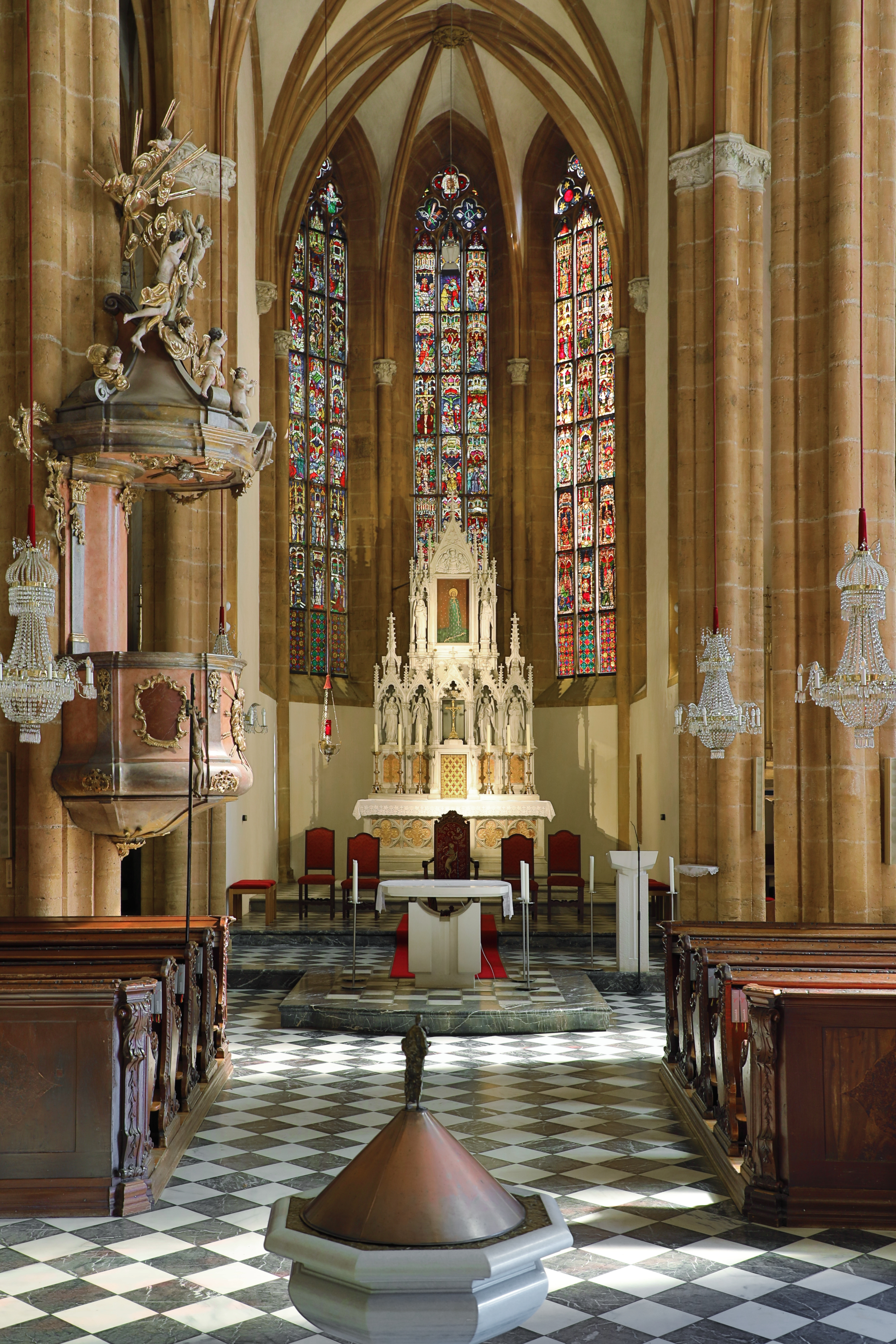
Innenraum mit Blick auf den Hochaltar

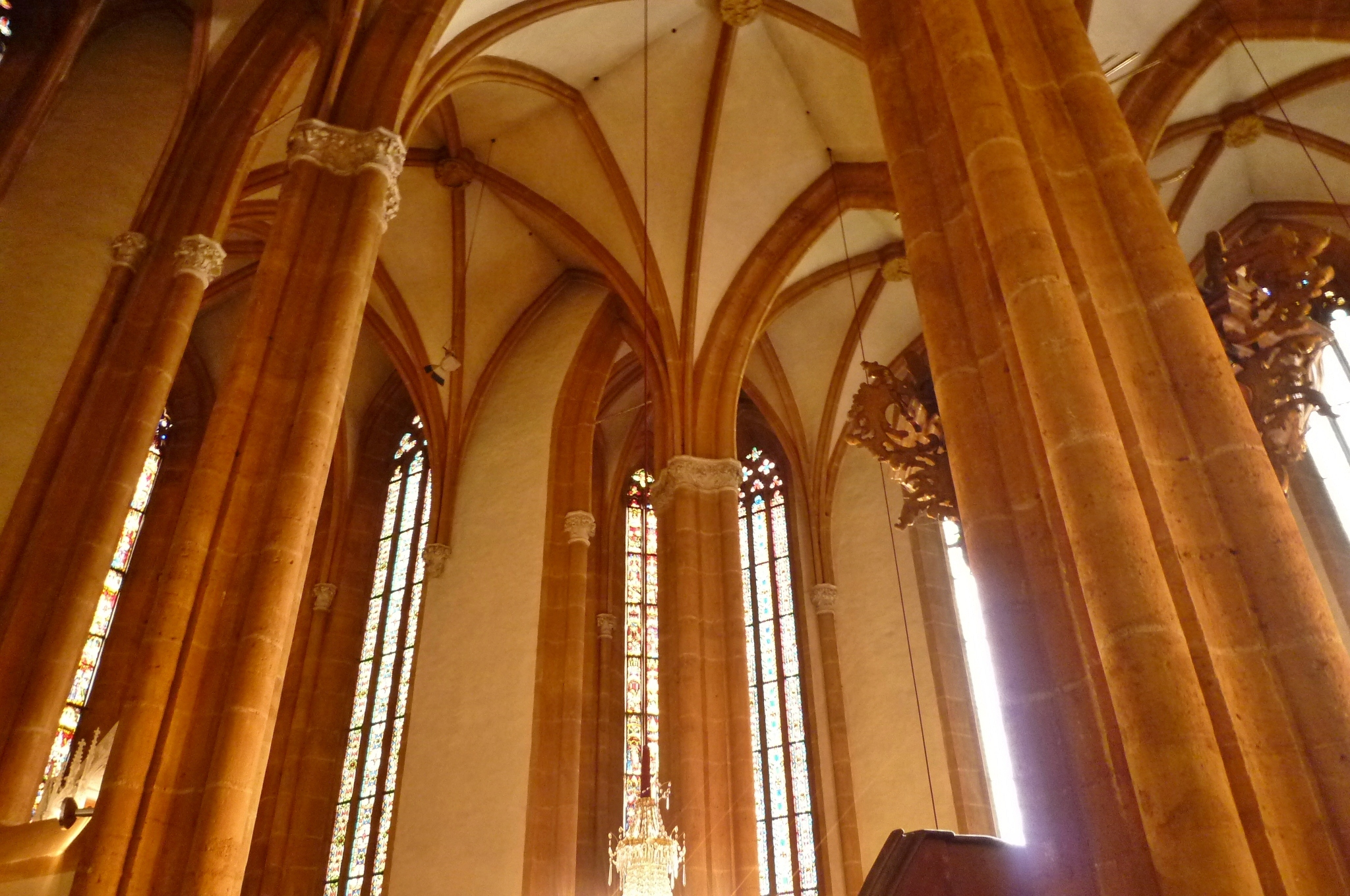
Blick auf das Gewölbe im Chorbereich

Der Kircheninnenraum ist dreischiffig. Das Kreuzrippengewölbe des Mittelschiffes hat mit Birnstäben profilierte Kreuzrippen sowie runde Schlusssteine und ruht auf acht paarweise angeordneten, 9,12 Meter hohen kantonierten Pfeilern. Die Seitenschiffe sind ebenfalls kreuzrippengewölbt, wobei hier das Gewölbe auf hochsitzenden Konsolen und in den Chören auf Runddiensten aufsetzt. Durch verstärkte Scheidbögen wird im Innenraum die Trennung der Kirchenschiffe zusätzlich betont. Entlang der beiden Langhauswände verlaufen rundbogige Arkadenreihen, welche die ehemaligen vierteiligen Sitznischen für die Mönche mit einem romanisierenden Bogenfries betonen. Im Hauptchor befindet sich eine Lavabonische. Durch zwei- und dreibahnige Spitzbogenfenster mit Maßwerk an der östlichen und südlichen Wand gelangt Licht in das Innere des Kirchengebäudes. Im Zuge von Restaurierungsarbeiten wurden an der nördlichen Wand auf Höhe des dritten und vierten Joches zwei ehemalige Fenster freigelegt, deren westliches noch das originale Maßwerk sowie einen ergänzten Pfosten enthält. Weitere Fenster sind eine achtteilige runde Fensterrose über der Empore und ein kleineres, rautenförmiges Fenster im westlichen Joch der südlichen Mauer.
Die Kapitelle der Pfeiler sind mit verschiedenen Blattmustern verziert. Die reliefierten Schlusssteine der Gewölbe sowie auch die insgesamt zehn Wandkonsolen im Kircheninnenraum sind ebenfalls mit Blattmustern wie etwa Efeu- und Feigenblättern sowie Weinlaub umgeben. Der Schlussstein über dem Hauptaltar zeigt zudem eine Darstellung des sich selbst verletzenden Pelikans als Symbol für die Karitas, während der Schlussstein des darauf folgenden Joches einen von Laubwerk eingerahmten Kopf zeigt. Im Nordchor findet man am Schlussstein eine Blattmaske und der Schlussstein im Südchor zeigt die Krönung Mariens durch Jesus. Einige der Schlusssteine in den Seitenschiffen zeigen wie auch die drei Konsolen im Hauptchor und im südlichen Seitenschiff von Laubwerk eingerahmte menschliche Gesichter. So stellt einer der Köpfe am Kapitell des nordwestlichen Wanddienstes unter der Empore das von einem Schleier bedeckte Haupt Mariens dar und der Kopf eines alten Mannes mit Glatze am selben Kapitell war vermutlich einer der Bau- oder Werkmeister des Kirchenbaues. Die Konsolen in den Seitenschiffen zeigen die vier Evangelistensymbole. So findet man an der südlichen Wand Darstellungen eines geflügelten Menschen mit Spruchband für Matthäus sowie eines Adlers für Johannes, während an der nördlichen Wand die stark beschädigte Darstellung eines geflügelten Stieres als Symbol für Lukas sowie ein geflügelter Löwe als Symbol für Markus zu sehen sind. Die mittlere Konsole der südlichen Wand zeigt einen aus Blättern geformten Kopf, während man an der westlichen Konsole der Nordwand die Darstellung von zwei Hirschen findet, die eine Schlange töten. Im über der Orgel gelegenen Gewölbe findet man eine Tafel mit Inschrift, die auf die von Abt Georg Freyseisen im Jahr 1599 durchgeführten Renovierungsarbeiten hinweist.
Die hochgotische Empore befindet sich im westlichen Teil der Kirche und verdankt ihre Form vermutlich Kaiser Friedrich III., der sie wahrscheinlich im Jahr 1455 zusammen mit einem Kapellenanbau als eine Art Herrschaftsempore errichten ließ. Die Empore ruht auf einem gotischen Gratgewölbe und die beiden Bündelpfeiler der umlaufenden Arkadenreihen das Langhauses, welche die Empore berühren, sind massiv verstärkt. Zur Empore gelangt man über ein profiliertes Flachbogenportal. Über der Empore befindet sich eine achtteilige runde Fensterrose.

### Fenster

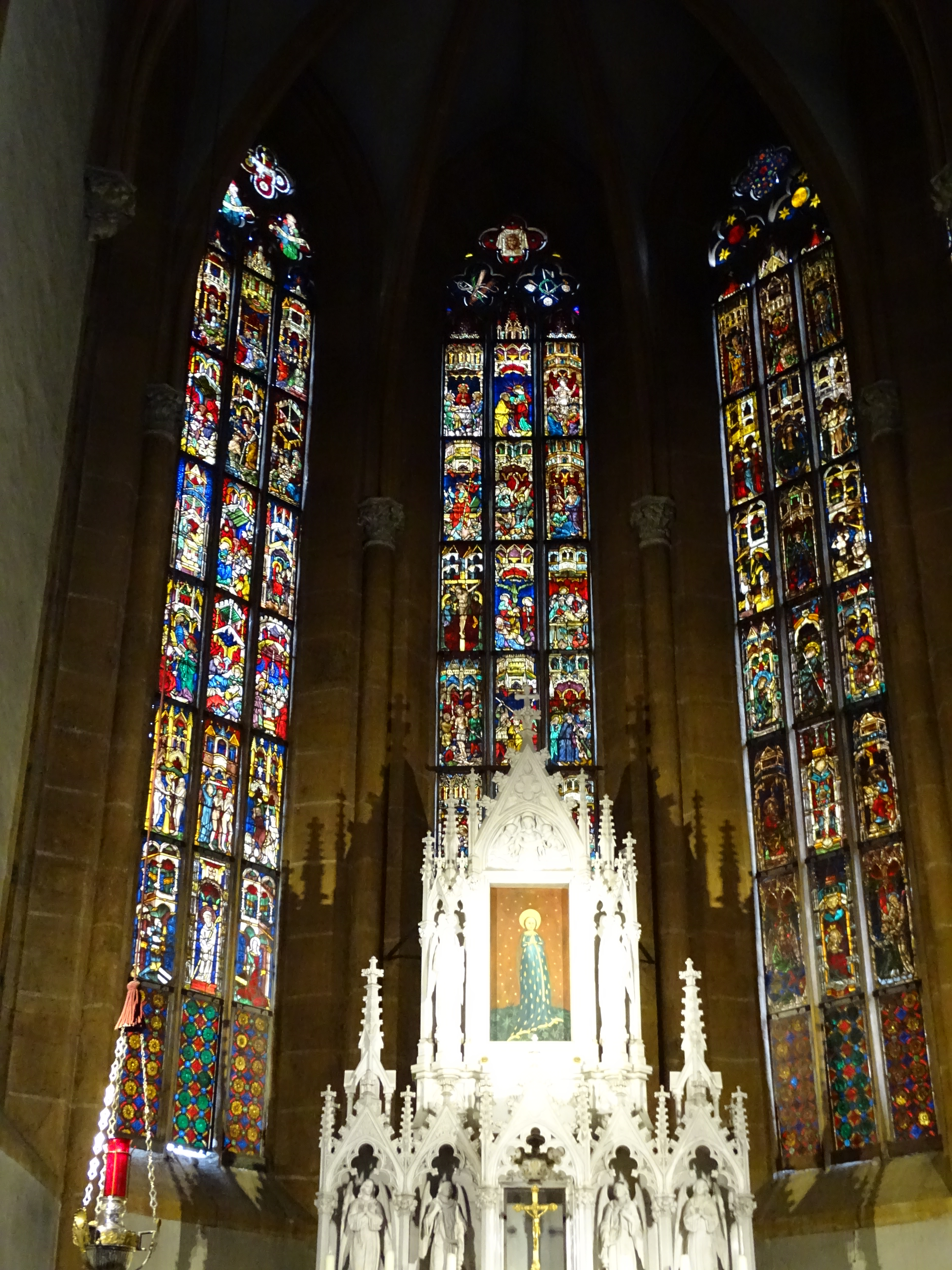
Hochaltar und Fenster des Hauptchores

Die Glasgemälde der Fenster an der Südseite und in der Chorpartie zählen zum größten zusammenhängenden Bestand an mittelalterlichen Glasmalereien in der Steiermark. Insgesamt sind 147 aus dem 14. Jahrhundert stammende Glasscheiben erhalten geblieben, weitere 25 befinden sich in Museen, unter anderem im Victoria and Albert Museum in London. Die Glasgemälde im restlichen Langhaus sowie an der Fensterrose über der Empore wurden im Zuge von Restaurierungsarbeiten in den Jahren 1884/1885 durch neue, von der Tiroler Glasmalerei und Mosaik Anstalt geschaffene Scheiben ersetzt. Während dieser Restaurierungsarbeiten wurden vermutlich auch zumindest zwei der Glasscheiben verkauft und gelangten so in den Besitz des Victoria und Albert Museums. Die Tiroler Glaswerkstätte zeichnet auch für die heute vorhandene ikonografische Anordnung der Scheiben in den Kirchenfenstern verantwortlich. Die mittelalterlichen Scheiben wurden von einem aus Wien stammenden, Hauptmeister genannten Glasmaler und seiner hier vermutlich etablierten lokalen Werkstätte gefertigt. Bekannt sind auch noch der Meister B, der die Verglasung des Hauptchores beendete, sowie ein Meister C, der die Nebenchöre verglaste. Der Stil der Glasmalereien wurzelt unter anderem im Stil der Chorverglasungen des Wiener Stephansdoms sowie der Kirche Maria am Gestade. Zwischen 1972 und 1978 wurden alle Scheiben in den Werkstätten des Bundesdenkmalamtes restauriert und die Fenster mit einer Außenschutzverglasung versehen.
Die Scheiben der Fenster des Hauptchores stammen teilweise aus dem 14. und teilweise aus dem 19. Jahrhundert. Das mittlere Fenster, auch Achsenfenster genannt, zeigt Darstellungen der Passion und der Auferstehung, während das nördliche Hauptchorfenster mit Ortolf II. von Teufenbach und Kunigunde von Galler das Stifterehepaar sowie den Sündenfall und Szenen aus dem Leben Jesu zeigt. Am südlichen Hauptchorfenster findet man Darstellungen der Evangelisten sowie des Jüngsten Gerichtes. Das Achsenfenster des Nordchores wird wegen seiner Darstellungen der Apostel auch Apostelfenster genannt und das nördliche Fenster, auch als Nothelferfenster bekannt, zeigt Darstellungen der Vierzehn Nothelfer. Sowohl das Achsenfenster als auch das südliche Fenster des Südchores zeigen Szenen aus dem Leben der Eltern von Maria sowie aus Marias Leben und der Jugend von Jesus. Die Fenster im Langhaus zeigen das Haupt Christi, einen Blütenstängel, das Auge der Vorsehung, trauernde Engel sowie vermutlich eine Darstellung der betenden Elisabeth von Thüringen. Die aus dem 19. Jahrhundert stammende Verglasung der Fensterrose an der Westwand über der Empore zeigt Maria mit dem Jesuskind, die von vier Cherubsköpfen umgeben ist. Die Fensterrose an der südlichen Mauer des Langhauses zeigt einen Schmerzensmann, der als Weltenrichter auftritt und um den sich mehrere, aus ihren Gräbern auferstandene Menschen sammeln. Des Weiteren findet man eine Darstellung der Heiligen Drei Könige mit Maria, dem Jesuskind und Joseph sowie eine bekrönte Halbfigur in dieser Fensterrose.

### Ausstattung
Der neugotische Hochaltar wurde 1884/1885 nach einem Entwurf von Robert Mikovics von der Grazer Steinmetzanstalt Grein aus weißem Marmor geschaffen und ersetzte den vorherigen, spätbarocken Altar, der bereits um 1782 im Zuge der josephinischen Reformen abgebrochen und vermutlich zu Brennholz verarbeitet worden war. Er trägt das spätgotische Gnadenbild der Maria im Ährenkleid, das im Original von einem steirischen Meister um 1420 oder 1430 gemalt wurde. Das Gnadenbild zeigt die heilige Maria, die in einem blauen, überlangen und mit goldenen Kornähren verzierten Ärmelkleid mit Zackenkragen auf einer blumigen Wiese vor einem Sternenhimmel steht. Ein hochliegender Gürtel umschließt den Körper Mariens und das lange, senkrecht nach unten hängende Gürtelband endet in einem kleinen goldenen Kreuz. Maria selbst ist als zartes Mädchen mit langen blonden und offenen Haaren dargestellt. Ihr von einem goldenen Heiligenschein umgebener Kopf zeigt kindliche Züge. Sie hat die Hände vor der Brust gefaltet. Das Originalgemälde wurde 1976 gestohlen und gilt seither als verschollen, deshalb wurde das Bild im Jahr 1978 durch eine moderne, von Gottfried Johannes Höfler geschaffene Kopie ersetzt. Das der Legende nach 1255 vor der Kirche aufgefundene Wurzelkreuz wurde ursprünglich ebenfalls am Hochaltar ausgestellt, befindet sich aber, nachdem es 1976 ebenfalls gestohlen und kurze Zeit später wiedergefunden wurde, in einem Reliquiar aus dem 19. Jahrhundert in sicherer Verwahrung außerhalb des Kirchenraumes. Es ist 18,5 Zentimeter hoch und zeigt den gekreuzigten Jesus, wobei pflanzenphysiologische Untersuchungen zeigten, dass das Gnadenbild aus den Wurzelfasern eines Baumes gebildet wurde und nicht mit dem Schnitzmesser bearbeitet worden ist. Die beiden ebenfalls von Mikovics entworfenen neugotischen Seitenaltäre stehen auf barocken Holzmensen und ersetzen die alten spätbarocken Seitenaltäre, behielten aber deren Altarblätter. Der Seitenaltar links vom Hochaltar steht im Nordchor und trägt ein Gemälde mit einer Darstellung des heiligen Sebastian, der von der heiligen Irene nach seiner Durchpfeilung gesund gepflegt wird. Das Bild des rechten, im Südchor stehenden Seitenaltars zeigt den heiligen Johannes Nepomuk im Gebet vor der Muttergottes von Altbunzlau. Beide Ölgemälde lassen sich auf das Jahr 1781 datieren und wurden von Martin Johann Schmidt, auch bekannt als Kremser Schmidt, gemalt.
Die aus den Jahren 1779/1781 stammende Kanzel ist im Stil des Rokokos gestaltet und wird Jakob Peyer zugeschrieben. Am Schalldeckel befinden sich Engelsfiguren, die eine Nachbildung des Wurzelkreuzes halten. Die Kirchenbänke haben geschnitzte Wangen und stammen aus der ersten Hälfte des 18. Jahrhunderts. Die an den Wänden hängenden 14 spätbarocken Kreuzwegbilder wurden 1775 gemalt und stammen ursprünglich aus der Pfarrkirche Kumitz, von der sie 1979 hierher gebracht wurden. Der Volksaltar sowie der Ambo wurden 1988 nach Entwürfen von Jörg Uitz aus weißem Thassos-Marmor gefertigt und stehen am ehemaligen Standort des zwischen 1703 und 1707 aufgestellten und um 1782 abgebrochenen Gnadenaltares. Der neugotische marmorne Taufstein wurde nach einem Entwurf von Robert Mikovics gefertigt und trug bis 2021 eine geschnitzte Figur des heiligen Johannes des Täufers, die ursprünglich aus dem Stift Rein stammt. Im Jahr 2021 wurde das Taufbecken von den beiden Künstlern Christa Huber-Winter und Edgar Huber neugestaltet. Die bronzene Taufschale zeigt auf der Innenseite ein Relief der Taufe Jesu im Jordan durch Johannes den Täufer. Johannes gießt mit seiner bloßen Hand Wasser auf den Kopf Jesu, der die Taufe mit offenen Händen empfängt. Über der Szene strahlt die Sonne. Die Taufschale kann mit zwei ebenfalls aus Bronze gefertigten Griffen aus dem Taufbecken gehoben werden. Diese Griffe sind mit Symbolen für Sonne, Mond und Sterne verziert. Die Schale wird von einer ebenfalls bronzenen, mit wellenartigen Verzierungen versehenen Platte umrahmt, die in das Taufbecken eingelassen wurde. Der kegelförmige Deckelaufsatz ist aus Kupfer und trägt eine schlanke Bronzefigur Johannes des Täufers. Die vier Kronleuchter im Innenraum der Kirche stammen vom Ende des 18. Jahrhunderts.

### Kapellen und deren Ausstattung

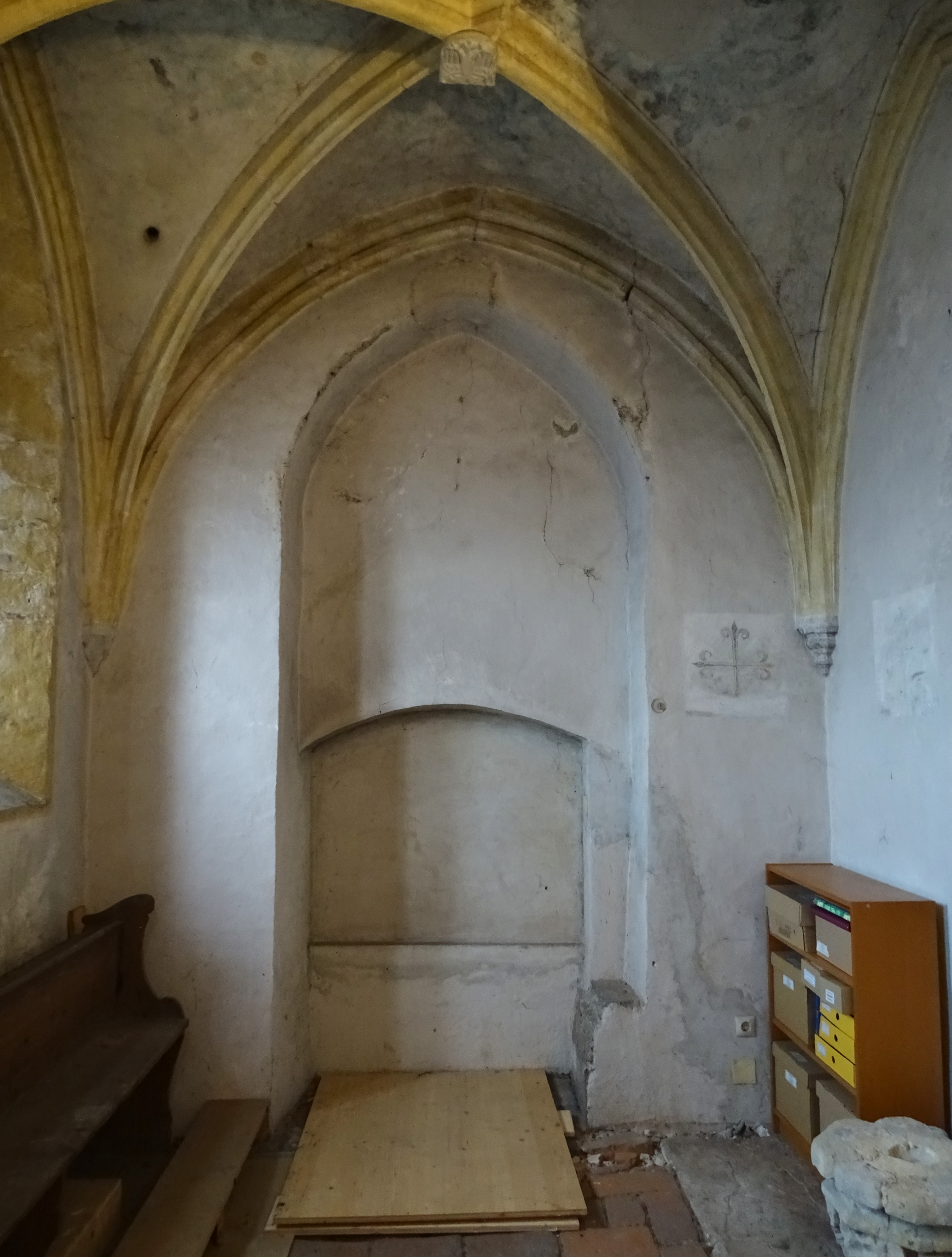
Der gerade Schluss der mittlerweile leeren Friedrichskapelle

An der westlichen Ecke der nördlichen Wand steht eine 1455 angebaute Doppelkapelle. Die Schmerzhafte-Muttergottes-Kapelle, die untere der beiden Kapellen, wird von einem Tonnengewölbe überspannt und ist durch einen Bogendurchgang mit dem Kircheninnenraum verbunden. Durch eine schmale Fensteröffnung tritt Licht in die Kapelle. Die Friedrichskapelle liegt über der Schmerzhafte-Muttergottes-Kapelle und kann über die Empore erreicht werden. Diese gerade geschlossene Kapelle ist zweijochig und ihr Vierkantkreuzrippengewölbe ruht auf Konsolen. Die Schlusssteine des Gewölbes zeigen das Wappen von Stift Rein sowie einen Doppeladler. Die Lavabonische der Kapelle hat einen Nonnenschluss. Die Kapelle hat zwei Spitzbogenfenster sowie ein Dreipass-Ochsenauge.
Östlich an diese Doppelkapelle schließt die um 1723 erbaute Annakapelle an. Diese Kapelle mit rechteckigem Grundriss hat einen Dreiachtelschluss mit einem ovalen Fenster, und ihr kuppelartiges Gewölbe schließt mit einer Laterne ab. Sie öffnet sich über eine Korbbogenarkade zum Langhaus der Kirche hin. Im Nordostteil der Kirche ist eine zweijochige barocke und mit einem Stichkappentonnengewölbe überspannte Sakristei mit darüberliegendem Oratorium angebaut. Die Stuckprofile des Gewölbes stammen aus der Bauzeit des Raumes. Durch ein Stuckmarmorportal gelangt man vom Langhaus in die Sakristei. Durch rechteckige und mit spätbarocken Gittern aus Schmiedeeisen versehene Fenster fällt Licht in den Sakristeiraum. Im Raum befindet sich ein muschelförmiges Marmorlavabo. Über eine Stiege gelangt man in das darüberliegende, flach gedeckte Oratorium. Zwei Fenster im Oratorium öffnen sich zur Annakapelle und zwei Öffnungen zum Langhaus bildeten früher eine Empore, die aber im Zuge der Freilegung der gotischen Fenstergewände im Langhaus vermauert wurden.
Die Schmerzhafte-Muttergottes-Kapelle entstand vermutlich im 17. Jahrhundert durch die Umgestaltung einer ehemaligen Sakristei. Sie enthält Elemente eines Heiligen Grabes. Bei der Innenrestaurierung 1977 wurde am Zugang zur Kapelle ein um 1740/1750 gemaltes Auferstehungsfresko freigelegt. 2011 wurde es restauriert. Das Fresko zeigt die Grabwächter sowie den auferstandenen Jesus mit der Siegesfahne. Der hölzerne Mater-Dolorosa-Altar der Kapelle stammt aus der Zeit um 1760 und trägt ein 1850 und 1971 restauriertes Altarbild einer Pietà. Zu beiden Seiten des Altarbildes steht je eine Engelsfigur, die früher einen Weihrauchbehälter hielt, und darüber eine Kreuzigungsgruppe. Eine in Knorpelwerk gefasste Kartusche trägt die Inschrift „1850“, die auf die Restaurierung des Altars in diesem Jahr verweist. Gegenüber dem Altar steht eine neugotische Herz-Jesu-Statue. Die über der Schmerzhafte-Muttergottes-Kapelle liegende, nicht öffentlich zugängliche Friedrichskapelle enthält Reste von Wandmalereien mit Pflanzendarstellungen wie etwa grünen Ranken mit ockerfarbenen Blüten. In den Gewölbezwickeln haben sich zehn teilweise fragmentierte Darstellungen von Weihekreuzen erhalten, die 1966 restauriert wurden. Die spätgotischen Glasmalereien im Ochsenaugenfenster der Kapelle zeigen ein von drei Sternen umrahmtes Dreieck als Symbol für die Trinität und die ewige Seligkeit. Vier der originalen Turmfiguren, die Marienfigur sowie drei Engelsfiguren, befinden sich, seitdem sie zwischen 1963 und 1966 durch Kopien ersetzt wurden, in der Friedrichskapelle. Die ornamentalen Glasmalereien der beiden Spitzbogenfenster wurden 1884/1885 von der Tiroler Glasmalerei und Mosaik Anstalt gefertigt.

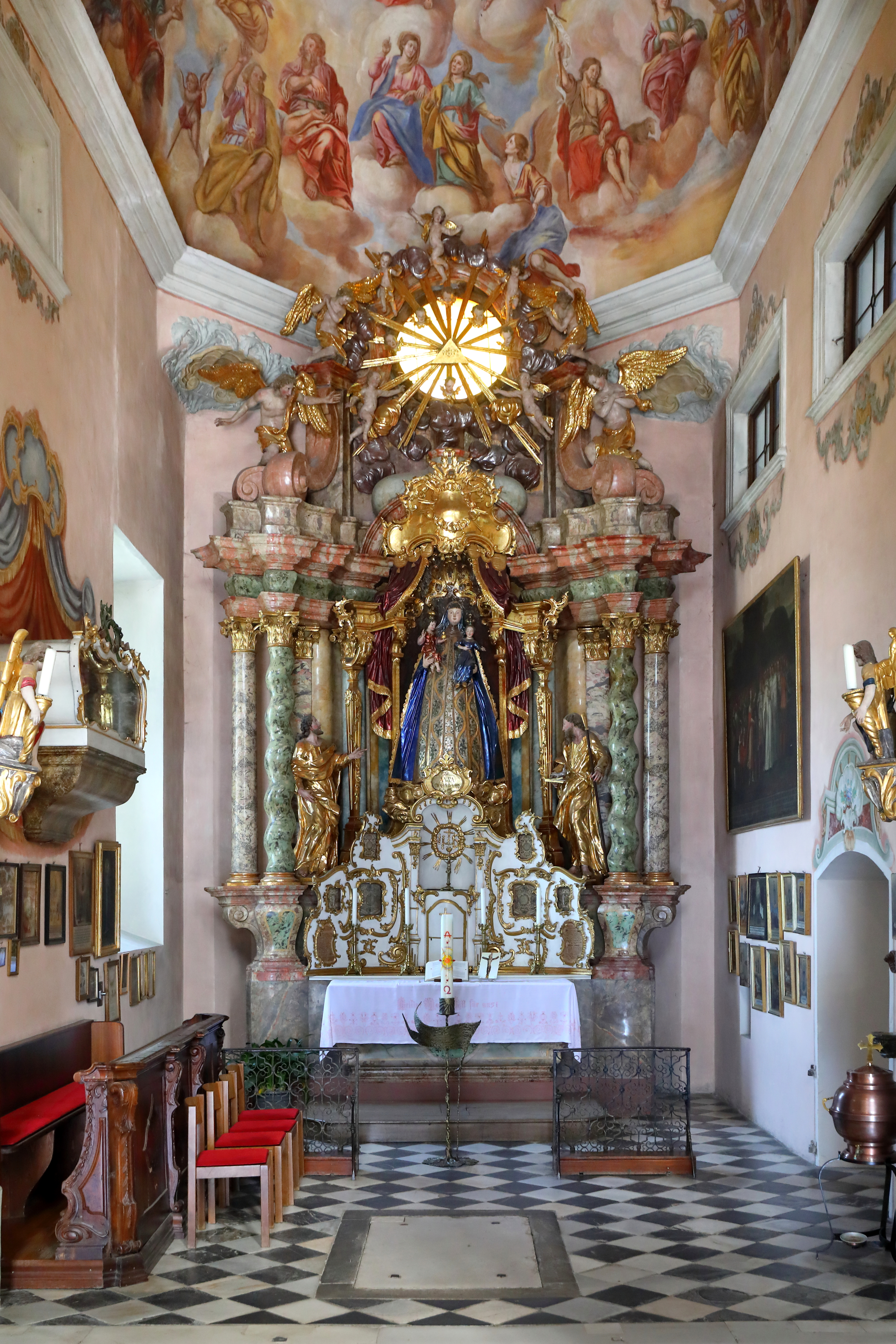
Die Annakapelle

An den Pfeilern am Eingang zur Annakapelle stehen zwei Engelsfiguren, die je eine Kerze tragen. Ihre Inschriften „Bruederschaft 16“ und „S. Anna – 67“ lassen auf das Jahr 1667 als Baujahr der Kapelle schließen. Der 1723 gefertigte barocke Säulenaltar in der Annakapelle hat eine in den Jahren 1779 bis 1781 im Rokokostil neu gestaltete Mittelnische. Die Stuckarbeiten am Altar wurden von Johann Christoph Craßberger ausgeführt. Auf dem Altar steht eine vermutlich von Jakob Peyer geschaffene Gruppe der Anna selbdritt, die von Figuren der Heiligen Josef von Nazaret und Joachim mit Hirtenschippe und zwei Opfertauben umgeben ist. Im Tabernakelaufbau, der vermutlich wie der dekorative Baldachin auch von Jakob Peyer gefertigt wurde, befinden sich mit Glas geschützte Partikel der Reliquien der Heiligen Felicissimus, Gangolf, Irenäus, Marcian, Placidus, Quirinus, Stephanus, Theoderich sowie Theresia. Das Gewölbe der Kapelle schmückt ein um 1740/1750 gemaltes und oft Josef Amonte zugeschriebenes Fresko der Heiligen Sippe. Der Malstil und die Maltechnik des Freskos unterscheiden sich jedoch von dem Amontes, weshalb ein anderer, unbekannter Künstler als Schöpfer in Frage kommt, der sich aber von Amontes Stil beeinflussen ließ. Diese Darstellung der Trinubiumslegende, also der dreimaligen Heirat der heiligen Anna, ist ungewöhnlich, da diese Legendendarstellung auf dem 1545 bis 1563 tagenden Konzil von Trient verboten wurde. An der östlichen Kapellenwand hängt ein ebenfalls von Amonte um 1752 gemaltes Ölgemälde, das die Überbringung des Straßengler Gnadenbildes durch den Markgrafen Ottokar III. zeigt. An der Westwand steht ein im dritten Viertel des 18. Jahrhunderts aus Holz geschnitzter und verglaster spätbarocker Reliquienschrein. In diesem Schrein ruhen seit dem 12. April 1757 die 1753 aus Rom hierher überbrachten sterblichen Überreste eines unbekannten Märtyrers, dem der Name Bonifatius gegeben wurde. Im Volksmund, aber auch laut einer Inschrift am Schrein werden die Gebeine fälschlicherweise als jene des heiligen Bonifatius von Tarsus angesehen. Das Kirchengestühl in der Kapelle ist im Stil des Spätbarock gestaltet und es hängen mehrere, vor allem aus dem 19. Jahrhundert stammende Votivbilder an den Wänden.

### Orgel

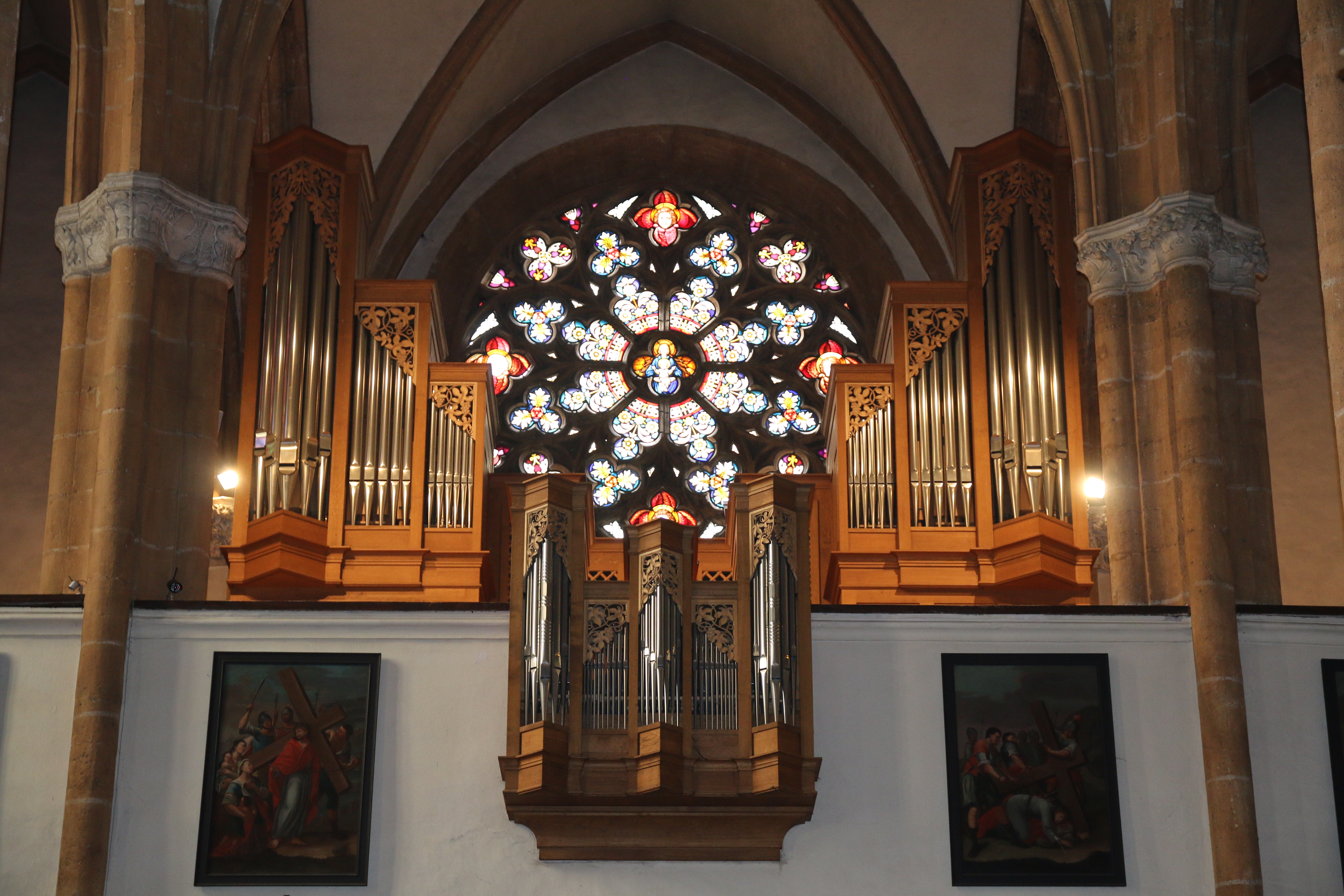
Prospekt der Pflüger-Orgel auf der Empore der Wallfahrtskirche Maria Straßengel (Foto: Orgelland Steiermark).

Die Orgel auf der Empore wurde 1995 von Pflüger Orgelbau errichtet. Sie ersetzt die ursprünglich neugotische Orgel mit Kegelladen von Konrad Hopferwieser aus dem Jahr 1902. Das Hauptwerk umrahmt das gotische Rundfenster an der Rückwand der Orgelempore, das Rückpositiv ist in die Brüstung der Empore eingefügt. Die Orgel hat drei Manuale und Pedale sowie insgesamt 30 Register. Der Spieltisch ist freistehend. Die Orgel hat eine mechanische Spiel- und Registertraktur und 1868 Pfeifen. Das gesamte Gehäuse der Orgel besteht aus gewachster Eiche; die Spieltraktur wurde aus Eiche- und Fichtenholz gefertigt. Der Preis für das Instrument betrug etwa 4 Millionen Schilling. Im Rahmen des Festivals Orgelfrühling Steiermark finden in Maria Straßengel Konzerte statt.
| I Rückpositiv C–g3 |    |
| Gedackt            | 8′ |
| Prästant           | 4′ |
| Koppelflöte        | 4′ |
| Principal          | 2′ |
| Sesquialtera II    |    |
| Scharff III        |    |
| Rohrschalmey       | 8′ |
| Tremulant          |    |

| II Hauptwerk C–g3 |       |
| Bordun            | 16′   |
| Principal         | 08′   |
| Spitzflöte        | 08′   |
| Weidenpfeife      | 08′   |
| Octav             | 04′   |
| Flöte             | 04′   |
| Quint             | 2 ⁄3′ |
| Superoctav        | 02′   |
| Cornett III       |       |
| Mixtur IV         |       |
| Trompete          | 08′   |

| III Unterwerk (schwellbar) C–g3 |       |
| Copula                          | 8′    |
| Rohrflöte                       | 4′    |
| Waldflöte                       | 2′    |
| Quint                           | 1 ⁄3′ |
| Regal                           | 8′    |
| Tremulant                       |       |

| Pedal C–f1  |        |
| Subbass     | 16′    |
| Octavbass   | 08′    |
| Gedacktbass | 08′    |
| Quintbass   | 5 1⁄3′ |
| Choralbass  | 04′    |
| Posaune     | 16′    |
| Trompete    | 08′    |

- Koppeln: I/II, III/II, I/P, II/P, III/P

### Glocken
Im Glockenturm der Wallfahrtskirche hängen vier Glocken. Die älteste Glocke stammt aus dem 14. Jahrhundert. Alle vier Glocken wurden während des Zweiten Weltkrieges abgenommen und die mit etwa 35 Kilogramm kleinste und leichteste Glocke, die aus dem 15. Jahrhundert stammte, wurde eingeschmolzen. Die verbliebenen drei Glocken wurden am 14. April 1946 wieder in den Glockenturm verbracht. Da eine um 1460 gegossene Glocke beschädigt war, wurde am 6. Juni 1988 von der Glockengießerei Grassmayr in Innsbruck mit Zinnbronze eine neue, Angelus-Glocke genannte Glocke als Ersatz gegossen. Die Angelus-Glocke weist reliefartige Darstellungen der Ährenkleidmadonna und des steirischen Landeswappens sowie ein Marienmonogramm und den Leitspruch „Glaube – Wille – Hoffnung“ auf. Im selben Jahr wurde außerdem eine weitere Glocke als Ersatz für die im Zweiten Weltkrieg eingeschmolzene Glocke aufgehängt. Die Weihe der beiden neuen Glocken war am 11. September 1988.
| Nr. | Name           | Gussjahr        | Gießer, Gussort                      | Durchmesser (cm, ca.) | Masse (kg, ca.) | Schlagton (HT-1⁄16) | Vorgängerinnen                                         | Audio |
| --- | -------------- | --------------- | ------------------------------------ | --------------------- | --------------- | ------------------- | ------------------------------------------------------ | ----- |
| 1   | –              | 1681            | Adam Roßtauscher                     | 114                   | 800             | f1 −4               | –                                                      |       |
| 2   | Angelus-Glocke | 1988            | Glockengießerei Grassmayr, Innsbruck | 90                    | 430             | a1                  | um 1460 gegossene Glocke (87,5 cm, ca. 350 kg)         |       |
| 3   | –              | 14. Jahrhundert | –                                    | 75                    | 250             | h1 −2               | –                                                      |       |
| 4   | Sterbeglocke   | 1988            | –                                    | 39                    | 33              | c3                  | im 15. Jahrhundert gegossene Glocke (37 cm, ca. 35 kg) |       |

## Nutzung
Wie auch ihre Vorgängerbauten, so ist die Kirche nach wie vor Marienwallfahrtsort. Seit dem 20. Jahrhundert ist sie aber keine reine Wallfahrtskirche mehr und es finden neben den Osterfeierlichkeiten auch Hochzeiten und Taufen in ihr statt. Daneben dient die Kirche als Veranstaltungsort, so ist sie seit Mai 2018 Teil des Orgelfrühlings Steiermark.

## Rezeption

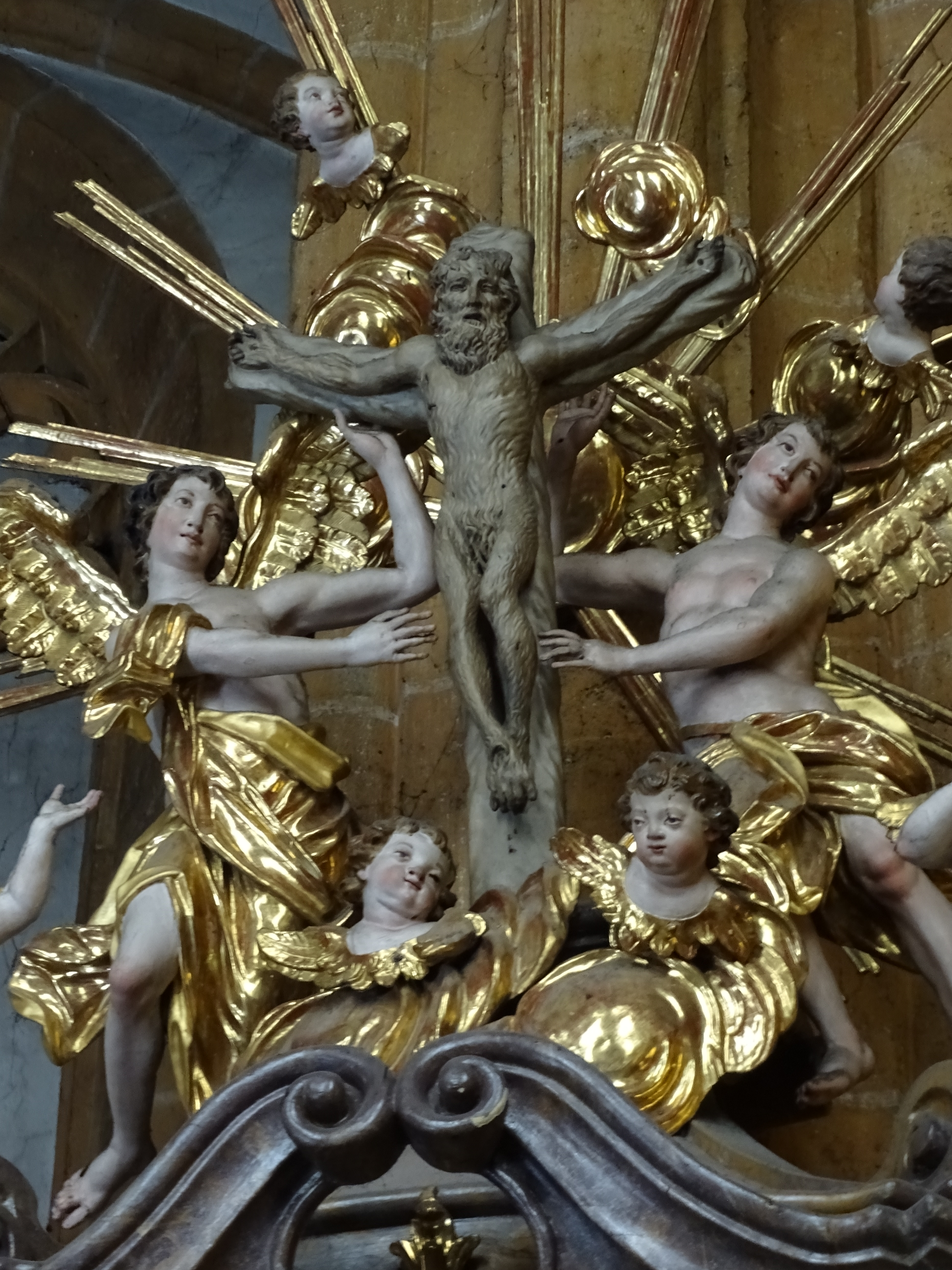
Eine plastische Darstellung des Wurzelkreuzes am Schalldeckel der Kanzel

### Kunst
Der Wallfahrtsort und die Kirche fanden Eingang in zahlreiche Gemälde, Gedichte, Lieder und Reime. Aus dem Jahr 1757 ist der Lobgesang Kommt ihr Engl! nach Straßengl! überliefert. Vor allem im 19. Jahrhundert wurden auf Straßengel Bezug nehmende Sprüche für die zur Kirche kommenden Wallfahrer auf Postkarten, Kerzen, Teller, sowie verschiedene Arten von Devotionalien gedruckt. Bekannt sind vor allem das von einer gewissen Reimmirl stammende und im Jahr 1912 auf Postkarten gedruckte Gedicht sowie die um den Beginn des 20. Jahrhunderts von dem aus Feistritz bei Langenwang stammenden Eugen Graf Aichelburg geschriebene Dichtung.
Auch in Lieder fand der Wallfahrtsort Eingang. So komponierte in der zweiten Hälfte des 19. Jahrhunderts Josef Schmarda das Lied Das Kirchlein am Felsen für Klavier mit Gesangsbegleitung. Bekannt ist auch das vom ortsansässigen Franz Gspurning für die Steirische Harmonika komponierte Lied Das Kirchlein am Berg von Straßengel.

### Bauforschung
In der Bauforschung fand bisher die architektonische Gestaltung der Kirche, vor allem des nordöstlichen Kirchturms Beachtung. So wurden die Turmplastiken vom Kunsthistoriker Horst Schweigert stilistisch untersucht. Es gibt auch wissenschaftliche Arbeiten der Kunsthistoriker Lothar Schultes und Ute Chibidziura, die sich mit den beiden Tympana über den Kirchenportalen sowie mit der figürlichen Gestaltung der Kapitelle, Wandkonsolen und Schlusssteine im Kircheninneren beschäftigen.

### Legenden und Sagen
Um den Wallfahrtsort Straßengel und damit auch um die Wallfahrtskirche ranken sich vor allem zwei Sagen und Legenden. Sie befassen sich mit der Gründung und den zwei Gnadenbildern der Kirche. Die Gründungslegende besagt, dass der Markgraf Ottokar III. am Standort der heutigen Kirche eine hölzerne Marienkapelle errichten ließ und ihr ein Abbild einer vom heiligen Lukas gemalten Darstellung Mariens schenkte. Der Markgraf habe das Original dieses Bildes bei seiner Wallfahrt in das Heilige Land im Jerusalemer Tempel gesehen und von einem griechischen Maler eine Kopie anfertigen lassen. Das scheint schon allein deshalb nicht möglich, weil Ottokar III. nie nach Jerusalem pilgerte; vermutlich übergab der Markgraf dem Stift Rein aber eine Ikone, die später ersetzt wurde. Das bekannte, im Jahr 1976 gestohlene und seither verlorene Mariengnadenbild stammte aus dem 14. Jahrhundert und wurde vermutlich zur Einweihung des neuen Kirchenbaues in Auftrag gegeben.
Die zweite Sage berichtet von der Auffindung des Wurzelkreuzes. Die Marienkapelle war von Waldbäumen umgeben. Die Rinder und Schafe, die in der Nähe einer großen und mächtigen Tanne grasten, benahmen sich eines Tages seltsam, warfen sich vor dem Baum auf die Knie und richteten ihren Blick unter stetigem Blöken auf den Baum. Als ihre Hirten nachschauten, entdeckten sie, dass aus dem Baum neben einem Ast ein Bildnis des gekreuzigten Jesus gewachsen war. Die Haare am Kopf waren aus den Wurzelfasern des Baumes gewachsen. Die Hirten meldeten ihren Fund an das Stift Rein, woraufhin das Kreuz vom Baum gelöst und in einer feierlichen Prozession in die Marienkapelle gebracht wurde. Die Tanne soll noch bis in das Ende des 18. Jahrhunderts innerhalb des Kirchhofes gestanden haben. Kaiser Friedrich III. soll im Jahr 1441 befohlen haben, das Wurzelkreuz nach Wien zu bringen. Der päpstliche Nuntius verlud es für den Transport in einen von zwölf Ochsen gezogenen Wagen. Die Tiere blieben aber, als sie bei der Peggauer-Brücke das Gebiet des Stiftes Rein verließen, plötzlich stehen und bewegten sich nicht weiter. Als man nachschaute, war das Wurzelkreuz aus dem Wagen verschwunden und wurde später in der Kirche von Straßengel wiedergefunden.
Am früher dicht bewaldeten Kirchberg soll es laut einer Sage noch vor dem Kirchenbau an Samstagen und an den Abenden vor bedeutenden Marienfesten zu Lichterscheinungen gekommen sein, die mit wohlklingenden Tönen einhergingen.